# Liste des membres du conseil régional des Hauts-de-France de 2015 à 2021
Cet article dresse la liste des 170 membres du conseil régional des Hauts-de-France élus lors de l'élection régionale de 2015 en Nord-Pas-de-Calais-Picardie pour 6 ans, ainsi que les changements intervenus en cours de mandature.

## Conseil issu des élections de 2015 et changements

### Liste et groupes
| Département   | Liste              | N° | Nom                              |  | Parti                                | Groupe                                          | Changements                                          |
| ------------- | ------------------ | -- | -------------------------------- |  | ------------------------------------ | ----------------------------------------------- | ---------------------------------------------------- |
| Aisne         | Union de la droite | 1  | Xavier Bertrand                  |  | DVD (LR jusqu'en 2017)               | LR et apparentés                                |                                                      |
| Aisne         | Union de la droite | 2  | Carole Deville-Cristante         |  | LR                                   | LR et apparentés                                |                                                      |
| Aisne         | Union de la droite | 3  | Christophe Coulon                |  | LR                                   | LR et apparentés                                |                                                      |
| Aisne         | Union de la droite | 4  | Monique Ryo                      |  | UDI                                  | UDI - Union centriste                           |                                                      |
| Aisne         | Union de la droite | 5  | Dominique Moyse                  |  | UDI                                  | UDI - Union centriste                           |                                                      |
| Aisne         | Union de la droite | 6  | Isabelle Ittelet                 |  | DVD                                  | LR et apparentés                                |                                                      |
| Aisne         | Union de la droite | 7  | Olivier Engrand                  |  | LR                                   | LR et apparentés                                |                                                      |
| Aisne         | Union de la droite | 8  | Nelly Janier-Dubry               |  | CPNT (app.)                          | LR et apparentés                                |                                                      |
| Aisne         | Union de la droite | 9  | Christian Vannobel               |  | MoDem (DVD jusqu'en 2017)            | UDI - Union centriste                           |                                                      |
| Aisne         | Front National     | 1  | Paul-Henry Hansen-Catta          |  | FN puis RN                           | Front National                                  |                                                      |
| Aisne         | Front National     | 2  | Sylvie Saillard                  |  | FN puis RN                           | Front National                                  |                                                      |
| Aisne         | Front National     | 3  | Jean-Louis Roux                  |  | FN puis RN                           | Front National                                  |                                                      |
| Aisne         | Front National     | 4  | Mireille Chevet                  |  | FN puis RN                           | Front National                                  |                                                      |
| Aisne         | Front National     | 5  | Nicolas Bertin                   |  | FN puis RN                           | Front National                                  |                                                      |
| Nord          | Union de la droite | 1  | Valérie Létard                   |  | UDI                                  | UDI - Union centriste                           |                                                      |
| Nord          | Union de la droite | 2  | Gérald Darmanin                  |  | LREM (LR jusqu'en 2017)'             | LR et apparentés                                | Démissionne le 8 juillet 2020                        |
| Nord          | Union de la droite | 3  | Marie-Sophie Lesne               |  | LR                                   | LR et apparentés                                |                                                      |
| Nord          | Union de la droite | 4  | Marc-Philippe Daubresse          |  | LR                                   | LR et apparentés                                | Démissionne le 29 décembre 2015                      |
| Nord          | Union de la droite | 5  | Florence Bariseau                |  | DVD (LR jusqu'en 2017)               | LR et apparentés                                |                                                      |
| Nord          | Union de la droite | 6  | Nicolas Lebas                    |  | UDI                                  | UDI - Union centriste                           |                                                      |
| Nord          | Union de la droite | 7  | Isabelle Piérard                 |  | LR                                   | LR et apparentés                                |                                                      |
| Nord          | Union de la droite | 8  | Guillaume Delbar                 |  | DVD (LR jusqu'en 2017)               | LR et apparentés                                |                                                      |
| Nord          | Union de la droite | 9  | Elizabeth Boulet                 |  | UDI                                  | UDI - Union centriste                           |                                                      |
| Nord          | Union de la droite | 10 | Sébastien Huyghe                 |  | LR                                   | LR et apparentés                                |                                                      |
| Nord          | Union de la droite | 11 | Sophie Rocher                    |  | LR                                   | LR et apparentés                                |                                                      |
| Nord          | Union de la droite | 12 | Guislain Cambier                 |  | UDI                                  | UDI - Union centriste                           |                                                      |
| Nord          | Union de la droite | 13 | Brigitte Mauroy                  |  | MR (UDI jusqu'en 2017)               | Non-inscrits (UDI - Union centriste en 2015-17) | rejoint les non-inscrit le 4 octobre 2017            |
| Nord          | Union de la droite | 14 | Jean-Pierre Bataille             |  | LR                                   | LR et apparentés                                |                                                      |
| Nord          | Union de la droite | 15 | Brigitte Lherbier                |  | LR                                   | LR et apparentés                                | Démissionne le 12 janvier 2018                       |
| Nord          | Union de la droite | 16 | Sébastien Leprêtre               |  | DVD (LR jusqu'en 2017)               | LR et apparentés                                |                                                      |
| Nord          | Union de la droite | 17 | Milouda Ala                      |  | DVD (LR jusqu'en 2017)               | LR et apparentés                                |                                                      |
| Nord          | Union de la droite | 18 | Salvatore Castiglione            |  | UDI                                  | UDI - Union centriste                           |                                                      |
| Nord          | Union de la droite | 19 | Stéphanie Ducret                 |  | UDI                                  | UDI - Union centriste                           |                                                      |
| Nord          | Union de la droite | 20 | Frédéric Nihous                  |  | LR (CPNT jusqu'en 2018)              | LR et apparentés                                |                                                      |
| Nord          | Union de la droite | 21 | Caroline Boisard-Vannier         |  | LR                                   | LR et apparentés                                | Démissionne le 1er avril 2019                        |
| Nord          | Union de la droite | 22 | Vincent Ledoux                   |  | LR                                   | LR et apparentés                                | Démissionne le 18 avril 2016                         |
| Nord          | Union de la droite | 23 | Nadège Bourghelle-Kos            |  | LR                                   | LR et apparentés                                |                                                      |
| Nord          | Union de la droite | 24 | Jean-Jacques Peyraud             |  | LR                                   | LR et apparentés                                |                                                      |
| Nord          | Union de la droite | 25 | Karine Charbonnier               |  | DVD                                  | LR et apparentés                                |                                                      |
| Nord          | Union de la droite | 26 | André Figoureux                  |  | LR                                   | LR et apparentés                                |                                                      |
| Nord          | Union de la droite | 27 | Corinne Deroo                    |  | UDI                                  | UDI - Union centriste                           |                                                      |
| Nord          | Union de la droite | 28 | Franck Dhersin                   |  | DVD (LR jusqu'en 2017)               | LR et apparentés                                |                                                      |
| Nord          | Union de la droite | 29 | Nathalie Drobinoha               |  | DVD                                  | LR et apparentés                                |                                                      |
| Nord          | Union de la droite | 30 | Serge Siméon                     |  | UDI                                  | UDI - Union centriste                           |                                                      |
| Nord          | Union de la droite | 31 | Christelle Delebarre             |  | UDI                                  | UDI - Union centriste                           |                                                      |
| Nord          | Union de la droite | 32 | André-Paul Leclercq              |  | DVD                                  | LR et apparentés                                |                                                      |
| Nord          | Union de la droite | 33 | Aurore Colson                    |  | LR                                   | LR et apparentés                                |                                                      |
| Nord          | Union de la droite | 34 | Jean-Paul Fontaine               |  | UDI                                  | UDI - Union centriste                           |                                                      |
| Nord          | Union de la droite | 35 | Anne-Sophie Lécuyer              |  | DVD                                  | LR et apparentés                                |                                                      |
| Nord          | Union de la droite | 36 | Éric Durand                      |  | LR                                   | LR et apparentés                                |                                                      |
| Nord          | Union de la droite | 37 | Valérie Six                      |  | UDI                                  | UDI - Union centriste                           |                                                      |
| Nord          | Union de la droite | 38 | Jean-Marc Dujardin               |  | CPNT (app.)                          | LR et apparentés                                |                                                      |
| Nord          | Union de la droite | 39 | Édith Varet                      |  | MoDem                                | UDI - Union centriste                           |                                                      |
| Nord          | Union de la droite | 40 | Benjamin Prince                  |  | UDI                                  | UDI - Union centriste                           | Démissionne en janvier 2019                          |
| Nord          | Union de la droite | 41 | Mauricette Dorchies              |  | LR                                   | LR et apparentés                                |                                                      |
| Nord          | Union de la droite | 42 | Luc Foutry                       |  | LR                                   | LR et apparentés                                |                                                      |
| Nord          | Union de la droite | 43 | Monique Huon                     |  | CPNT puis LMR                        | LR et apparentés                                |                                                      |
| Nord          | Union de la droite | 44 | Grégory Lelong                   |  | UDI                                  | UDI - Union centriste                           |                                                      |
| Nord          | Union de la droite | 45 | Rachida Sahraoui                 |  | UDI                                  | UDI - Union centriste                           |                                                      |
| Nord          | Union de la droite | 46 | Benoit Wascat                    |  | LR                                   | LR et apparentés                                |                                                      |
| Nord          | Union de la droite | 47 | Bénédicte Traisnel               |  | DVD                                  | LR et apparentés                                |                                                      |
| Nord          | Union de la droite | 48 | Adrien di Pardo                  |  | LR                                   | LR et apparentés                                |                                                      |
| Nord          | Union de la droite | 49 | Valérie Vanhersel-Laporte        |  | DVD                                  | LR et apparentés                                |                                                      |
| Nord          | Union de la droite | 50 | Grégory Tempremant               |  | UDI                                  | UDI - Union centriste                           |                                                      |
| Nord          | Union de la droite | 51 | Sophie Granato-Bricout           |  | UDI                                  | UDI - Union centriste                           |                                                      |
| Nord          | Union de la droite | 52 | Yvan Hutchinson                  |  | Agir (LR jusqu'en 2017)              | LR et apparentés                                |                                                      |
| Nord          | Union de la droite | 53 | Irène Peucelle                   |  | DVD (CNIP jusqu'en 2016)             | LR et apparentés                                | Remplace Marc-Philippe Daubresse le 29 décembre 2015 |
| Nord          | Union de la droite | 54 | Denis Vinckier                   |  | MoDem (app.)                         | UDI - Union centriste                           | Remplace Vincent Ledoux le 18 avril 2016             |
| Nord          | Union de la droite | 55 | Maryse Carlier                   |  | MoDem                                | UDI - Union centriste                           | Remplace Brigitte Lherbier le 12 janvier 2018        |
| Nord          | Union de la droite | 56 | Olivier Capron                   |  | LR                                   | LR et apparentés                                | Remplace Benjamin Prince en janvier 2019             |
| Nord          | Union de la droite | 57 | Sophie Coudevylle                |  | DVD                                  | LR et apparentés                                | Remplace Caroline Boisard-Vannier en avril 2019      |
| Nord          | Union de la droite | 58 | Antoine Sillani                  |  | LR                                   | LR et apparentés                                | Remplace Gérald Darmanin en juillet 2020             |
| Nord          | Front National     | 1  | Philippe Eymery                  |  | FN puis RN                           | Front National                                  |                                                      |
| Nord          | Front National     | 2  | Christine Engrand                |  | FN puis RN                           | Front National                                  |                                                      |
| Nord          | Front National     | 3  | Éric Dillies                     |  | DLF app. (FN jusqu'en 2018)          | Les Indépendants (Front national en 2015-19)    |                                                      |
| Nord          | Front National     | 4  | Nathalie Acs                     |  | FN puis RN                           | Front National                                  |                                                      |
| Nord          | Front National     | 5  | Adrien Nave                      |  | FN puis RN                           | Front National                                  |                                                      |
| Nord          | Front National     | 6  | Véronique Descamps               |  | CNIP (FN jusqu'en 2017, LP en 17-18) | Les Indépendants (Front national en 2015-17)    | rejoint les Non-inscrits le 25 septembre 2017        |
| Nord          | Front National     | 7  | Jacques Danzin                   |  | FN puis RN                           | Front National                                  |                                                      |
| Nord          | Front National     | 8  | Mélanie Disdier                  |  | FN puis RN                           | Front National                                  |                                                      |
| Nord          | Front National     | 9  | Bruno Bilde                      |  | FN                                   | Front National                                  | Démissionne le 3 octobre 2017                        |
| Nord          | Front National     | 10 | Astrid Leplat                    |  | LP (FN jusqu'en 2017)                | Les Indépendants (Front national en 2015-17)    | rejoint les Non-inscrits le 25 septembre 2017        |
| Nord          | Front National     | 11 | André Murawski                   |  | DLF (FN jusqu'en 2018)               | Les Indépendants (Front national en 2015-19)    |                                                      |
| Nord          | Front National     | 12 | Marie Desmazières                |  | FN puis RN                           | Front National                                  |                                                      |
| Nord          | Front National     | 13 | Daniel Philippot                 |  | LP (FN jusqu'en 2017)                | Les Indépendants (Front national en 2015-17)    | rejoint les Non-inscrits le 25 septembre 2017        |
| Nord          | Front National     | 14 | Hortense de Mereuil              |  | FN puis RN                           | Front National                                  |                                                      |
| Nord          | Front National     | 15 | Alexis Salmon                    |  | DLF (FN jusqu'en 2018)               | Les Indépendants (Front national en 2015-19)    |                                                      |
| Nord          | Front National     | 16 | Virginie Rosez                   |  | LP (FN jusqu'en 2017)                | Les Indépendants (Front national en 2015-17)    | rejoint les Non-inscrits le 25 septembre 2017        |
| Nord          | Front National     | 17 | Vincent Birmann                  |  | FN puis RN                           | Front National                                  |                                                      |
| Nord          | Front National     | 18 | Françoise Coolzaet               |  | LP (FN jusqu'en 2020)                | Les Indépendants (Front national en 2015-20)    |                                                      |
| Nord          | Front National     | 19 | Gérard Philippe                  |  | FN puis RN                           | Front National                                  |                                                      |
| Nord          | Front National     | 20 | Chantal Bojanek                  |  | FN puis RN                           | Front National                                  |                                                      |
| Nord          | Front National     | 21 | Christophe Marécaux              |  | FN puis RN                           | Front National                                  |                                                      |
| Nord          | Front National     | 22 | Marie-Chantal Blain              |  | FN puis RN                           | Front National                                  | Remplace Bruno Bilde le 3 octobre 2017               |
| Oise          | Union de la droite | 1  | Éric Woerth                      |  | LR                                   | LR et apparentés                                | Démissionne le 17 décembre 2015                      |
| Oise          | Union de la droite | 2  | Béatrice Lacroix-Desessart       |  | DVD                                  | LR et apparentés                                |                                                      |
| Oise          | Union de la droite | 3  | Guy Harlé d'Ophove               |  | CPNT (app.)                          | LR et apparentés                                |                                                      |
| Oise          | Union de la droite | 4  | Manoëlle Martin                  |  | LR                                   | LR et apparentés                                |                                                      |
| Oise          | Union de la droite | 5  | Daniel Leca                      |  | UDI                                  | UDI - Union centriste                           |                                                      |
| Oise          | Union de la droite | 6  | Chanez Herbanne                  |  | LR                                   | LR et apparentés                                |                                                      |
| Oise          | Union de la droite | 7  | Jean Cauwel                      |  | LR                                   | LR et apparentés                                |                                                      |
| Oise          | Union de la droite | 8  | Nathalie Lebas                   |  | UDI                                  | UDI - Union centriste                           |                                                      |
| Oise          | Union de la droite | 9  | Michel Foubert                   |  | LR                                   | LR et apparentés                                |                                                      |
| Oise          | Union de la droite | 10 | Anne-Sophie Fontaine             |  | LR                                   | LR et apparentés                                |                                                      |
| Oise          | Union de la droite | 11 | Alexis Mancel                    |  | LR                                   | LR et apparentés                                |                                                      |
| Oise          | Union de la droite | 12 | Samira Herizi                    |  | MR (UDI jusqu'en 2017)               | UDI - Union centriste                           |                                                      |
| Oise          | Union de la droite | 13 | Denis Pype                       |  | LR                                   | LR et apparentés                                |                                                      |
| Oise          | Union de la droite | 14 | Frédérique Leblanc               |  | LR                                   | LR et apparentés                                |                                                      |
| Oise          | Union de la droite | 15 | Didier Rumeau                    |  | LR                                   | LR et apparentés                                |                                                      |
| Oise          | Union de la droite | 16 | Fatima Massau                    |  | MoDem                                | UDI - Union centriste                           | Remplace Éric Woerth le 17 décembre 2015             |
| Oise          | Front National     | 1  | Michel Guiniot                   |  | FN puis RN                           | Front National                                  |                                                      |
| Oise          | Front National     | 2  | Claire Marais-Beuil              |  | FN puis RN                           | Front National                                  |                                                      |
| Oise          | Front National     | 3  | Jean-Marc Branche                |  | FN puis RN                           | Front National                                  |                                                      |
| Oise          | Front National     | 4  | Florence Italiani                |  | DLF (FN jusqu'en 2017)               | Les Indépendants (Front national en 2015-17)    | rejoint les Non-inscrits le 30 mars 2017             |
| Oise          | Front National     | 5  | Pierre Deniau                    |  | FN puis RN                           | Front National                                  |                                                      |
| Oise          | Front National     | 6  | Mylène Troszczynski              |  | FN puis RN                           | Front National                                  |                                                      |
| Oise          | Front National     | 7  | Philippe Lambilliotte            |  | FN puis RN                           | Front National                                  |                                                      |
| Pas-de-Calais | Union de la droite | 1  | Natacha Bouchart                 |  | LR                                   | LR et apparentés                                |                                                      |
| Pas-de-Calais | Union de la droite | 2  | Frédéric Leturque                |  | LC (UDI jusqu'en 2017)               | UDI - Union centriste                           |                                                      |
| Pas-de-Calais | Union de la droite | 3  | Françoise Henneron               |  | LR                                   | LR et apparentés                                |                                                      |
| Pas-de-Calais | Union de la droite | 4  | Philippe Rapeneau                |  | DVD (LR jusqu'en 2017)               | LR et apparentés                                | Décédé le 31 juillet 2018                            |
| Pas-de-Calais | Union de la droite | 5  | Paulette Juilien-Peuvion         |  | UDI                                  | UDI - Union centriste                           |                                                      |
| Pas-de-Calais | Union de la droite | 6  | Jean-François Rapin              |  | LR                                   | LR et apparentés                                |                                                      |
| Pas-de-Calais | Union de la droite | 7  | Annie Défossé                    |  | LR                                   | LR et apparentés                                |                                                      |
| Pas-de-Calais | Union de la droite | 8  | Jean-Michel Taccoen              |  | CPNT (app.)                          | LR et apparentés                                |                                                      |
| Pas-de-Calais | Union de la droite | 9  | Anne-Sophie Taszarek             |  | UDI                                  | UDI - Union centriste                           |                                                      |
| Pas-de-Calais | Union de la droite | 10 | Emmanuel Agius                   |  | LR                                   | LR et apparentés                                |                                                      |
| Pas-de-Calais | Union de la droite | 11 | Sophie Merlier-Lequette          |  | LR                                   | LR et apparentés                                |                                                      |
| Pas-de-Calais | Union de la droite | 12 | François Decoster                |  | UDI                                  | UDI - Union centriste                           |                                                      |
| Pas-de-Calais | Union de la droite | 13 | Sabine Banach-Finez              |  | LR                                   | LR et apparentés                                |                                                      |
| Pas-de-Calais | Union de la droite | 14 | Simon Jombart                    |  | LR                                   | LR et apparentés                                |                                                      |
| Pas-de-Calais | Union de la droite | 15 | Amel Gacquerre                   |  | UDI                                  | UDI - Union centriste                           |                                                      |
| Pas-de-Calais | Union de la droite | 16 | Charles Barège                   |  | UDI                                  | UDI - Union centriste                           |                                                      |
| Pas-de-Calais | Union de la droite | 17 | Faustine Maliar                  |  | LR                                   | LR et apparentés                                |                                                      |
| Pas-de-Calais | Union de la droite | 18 | Jacques Petit                    |  | Agir (LR jusqu'en 2017)              | LR et apparentés                                |                                                      |
| Pas-de-Calais | Union de la droite | 19 | Véronique Dumont-Deseigne        |  | LR                                   | LR et apparentés                                |                                                      |
| Pas-de-Calais | Union de la droite | 20 | Ghislain Tétard                  |  | LR                                   | LR et apparentés                                |                                                      |
| Pas-de-Calais | Union de la droite | 21 | Catherine Fournier               |  | UDI                                  | UDI - Union centriste                           |                                                      |
| Pas-de-Calais | Union de la droite | 22 | Anthony Jouvenel                 |  | MoDem                                | UDI - Union centriste                           |                                                      |
| Pas-de-Calais | Union de la droite | 23 | Marguerite Deprez-Audebert       |  | MoDem                                | UDI - Union centriste                           |                                                      |
| Pas-de-Calais | Union de la droite | 24 | Jean-François Théret             |  | UDI                                  | UDI - Union centriste                           |                                                      |
| Pas-de-Calais | Union de la droite | 25 | Mathilde Jouvenet                |  | UDI                                  | UDI - Union centriste                           |                                                      |
| Pas-de-Calais | Union de la droite | 26 | Nesrédine Ramdani                |  | LR                                   | LR et apparentés                                |                                                      |
| Pas-de-Calais | Union de la droite | 27 | Nathalie Gheerbrant              |  | LR                                   | LR et apparentés                                |                                                      |
| Pas-de-Calais | Union de la droite | 28 | Hakim Elazouzi                   |  | MoDem (UDI jusqu'en 2017)            | UDI - Union centriste                           |                                                      |
| Pas-de-Calais | Union de la droite | 29 | Céline-Marie Canard              |  | LR                                   | LR et apparentés                                |                                                      |
| Pas-de-Calais | Union de la droite | 30 | Olivier Planque                  |  | LR                                   | LR et apparentés                                | Remplace Philippe Rapeneau le 1er août 2018          |
| Pas-de-Calais | Front National     | 1  | Marine Le Pen                    |  | FN puis RN                           | Front National                                  |                                                      |
| Pas-de-Calais | Front National     | 2  | Jean-Richard Sulzer              |  | FN puis RN                           | Front National                                  |                                                      |
| Pas-de-Calais | Front National     | 3  | Agnès Caudron                    |  | FN puis RN                           | Front National                                  |                                                      |
| Pas-de-Calais | Front National     | 4  | Antoine Golliot                  |  | FN puis RN                           | Front National                                  |                                                      |
| Pas-de-Calais | Front National     | 5  | Audrey Havez                     |  | FN puis RN                           | Front National                                  |                                                      |
| Pas-de-Calais | Front National     | 6  | Ludovic Pajot                    |  | FN puis RN                           | Front National                                  |                                                      |
| Pas-de-Calais | Front National     | 7  | Marie-Christine Bourgeois        |  | FN puis RN                           | Front National                                  |                                                      |
| Pas-de-Calais | Front National     | 8  | Laurent Brice                    |  | FN puis RN                           | Front National                                  |                                                      |
| Pas-de-Calais | Front National     | 9  | Odile Casier                     |  | FN puis RN                           | Front National                                  |                                                      |
| Pas-de-Calais | Front National     | 10 | Rudy Vercucque                   |  | Div-EXD (FN jusqu'en 2019)           | Les Indépendants (Front national en 2015-19)    |                                                      |
| Pas-de-Calais | Front National     | 11 | Marie-Christine Duriez           |  | FN puis RN                           | Front National                                  |                                                      |
| Pas-de-Calais | Front National     | 12 | Guillaume Kaznowski              |  | Div-EXD (FN jusqu'en 2017)           | Non-inscrits (Front national en 2015-17)        | rejoint les Non-inscrits le 27 septembre 2017        |
| Pas-de-Calais | Front National     | 13 | Marie-Claude Ziegler             |  | FN puis RN                           | Front National                                  |                                                      |
| Pas-de-Calais | Front National     | 14 | Olivier Normand                  |  | DLF app. (FN jusqu'en 2018)          | Les Indépendants (Front national en 2015-19)    |                                                      |
| Pas-de-Calais | Front National     | 15 | Marie-Annick Dupas-Giannitrapani |  | FN puis RN                           | Front National                                  |                                                      |
| Pas-de-Calais | Front National     | 16 | Olivier Delbé                    |  | DVD (FN puis DLF jusqu'en 2017)      | Non-inscrits (Front national en 2015-17)        | rejoint les Non-inscrits le 14 février 2017          |
| Somme         | Union de la droite | 1  | Brigitte Fouré                   |  | UDI                                  | UDI - Union centriste                           |                                                      |
| Somme         | Union de la droite | 2  | Jean-Michel Serres               |  | LR                                   | LR et apparentés                                |                                                      |
| Somme         | Union de la droite | 3  | Maryse Fagot                     |  | UDI                                  | UDI - Union centriste                           |                                                      |
| Somme         | Union de la droite | 4  | Martin Domise                    |  | LR                                   | LR et apparentés                                |                                                      |
| Somme         | Union de la droite | 5  | Patricia Poupart                 |  | LR                                   | LR et apparentés                                |                                                      |
| Somme         | Union de la droite | 6  | José Sueur                       |  | UDI                                  | UDI - Union centriste                           |                                                      |
| Somme         | Union de la droite | 7  | Brigitte Lhomme                  |  | LR                                   | LR et apparentés                                |                                                      |
| Somme         | Union de la droite | 8  | Jean-Yves Bourgois               |  | DVD (UDI jusqu'en 2019)              | UDI - Union centriste                           |                                                      |
| Somme         | Union de la droite | 9  | Anne Pinon                       |  | LR                                   | LR et apparentés                                |                                                      |
| Somme         | Union de la droite | 10 | Yves Butel                       |  | CPNT (app.)                          | LR et apparentés                                |                                                      |
| Somme         | Union de la droite | 11 | Julie Codron-Riquier             |  | LR                                   | LR et apparentés                                |                                                      |
| Somme         | Front National     | 1  | Sébastien Chenu                  |  | FN puis RN                           | Front National                                  |                                                      |
| Somme         | Front National     | 2  | Chantal Lemaire                  |  | LR (FN jusqu'en 2017, EXD en 17-18)  | Non-inscrits (Front national en 2015-17)        | rejoint les Non-inscrits le 11 avril 2017            |
| Somme         | Front National     | 3  | Yves Dupille                     |  | FN puis RN                           | Front National                                  |                                                      |
| Somme         | Front National     | 4  | Patricia Chagnon                 |  | FN puis RN                           | Front National                                  |                                                      |
| Somme         | Front National     | 5  | Éric Richermoz                   |  | LP (FN jusqu'en 2017)                | Les Indépendants (Front national en 2015-17)    | rejoint les Non-inscrits le 22 septembre 2017        |

En novembre 2019, un quatrième groupe, « Les indépendants » est créé par d'anciens élus du FN/RN, il comprend alors Florence Italiani, Véronique Descamps, Astrid Leplat, Virginie Rosez, André Murawski, Daniel Philippot, Éric Dillies, Éric Richermoz, Olivier Normand, Alexis Salmon, et Rudy Vercucque. À la date de la création, Guillaume Kaznowski a donné son accord verbal pour rejoindre ce groupe.

Portraits
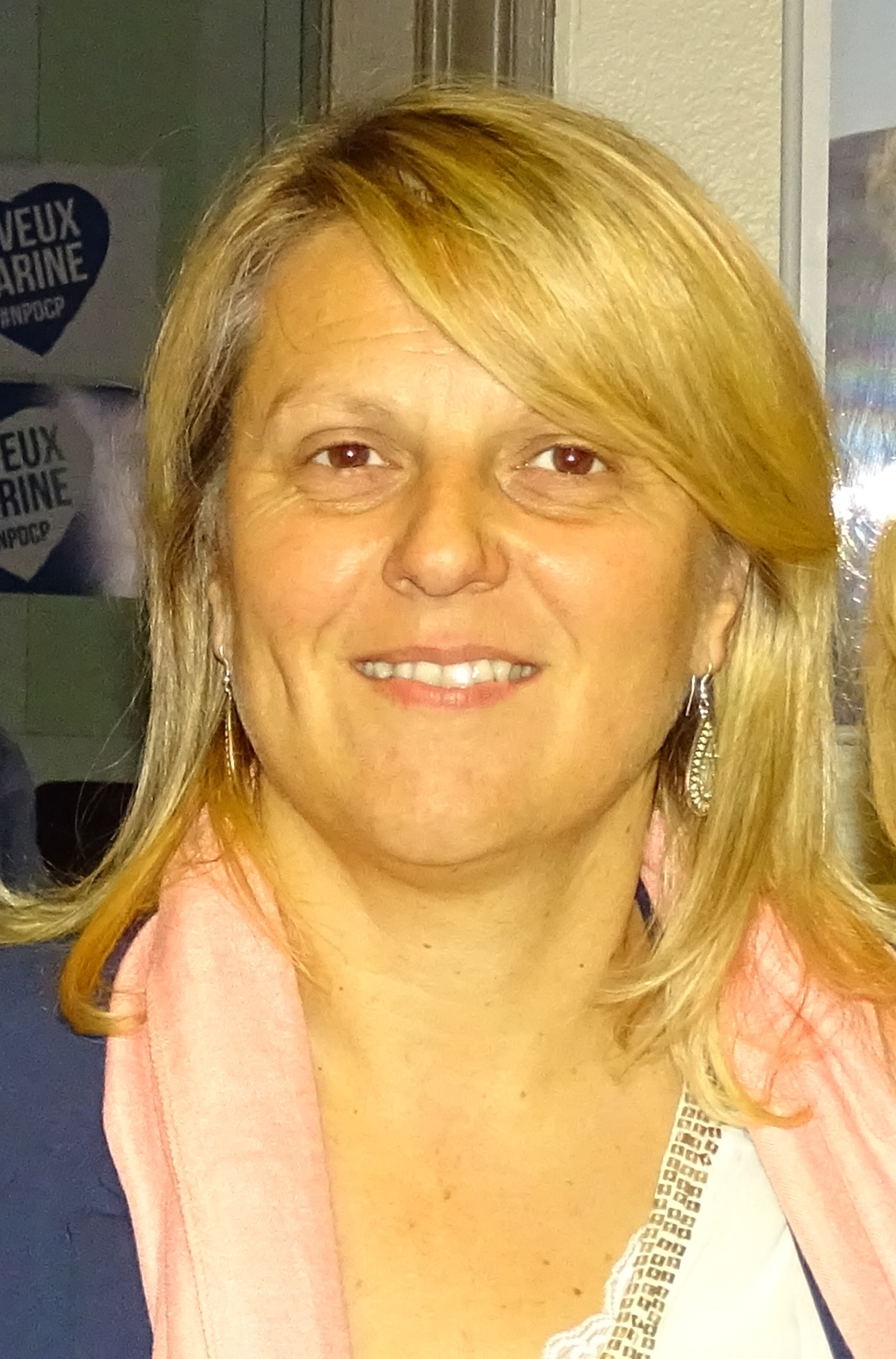
Nathalie Acs.
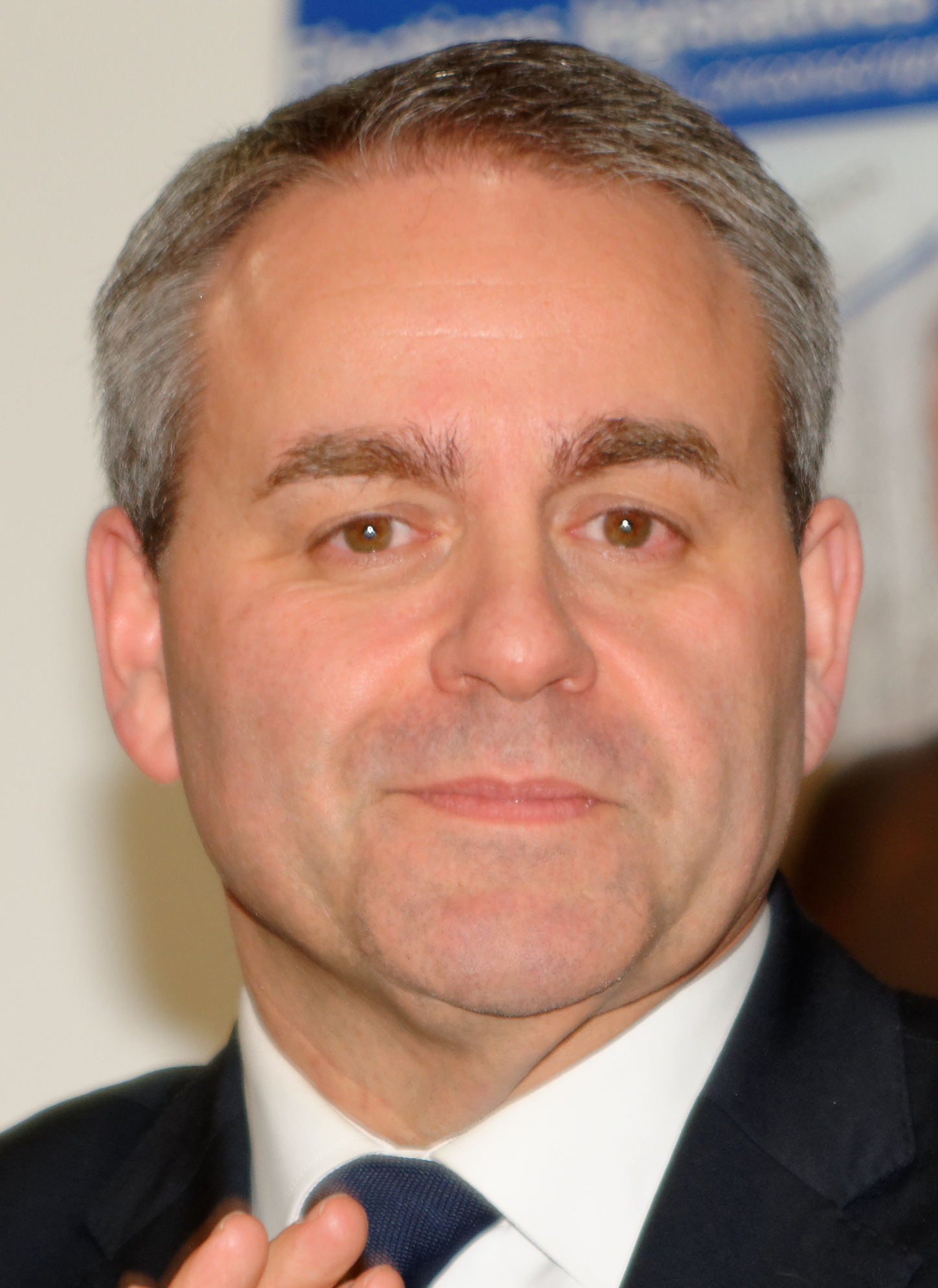
Xavier Bertrand.
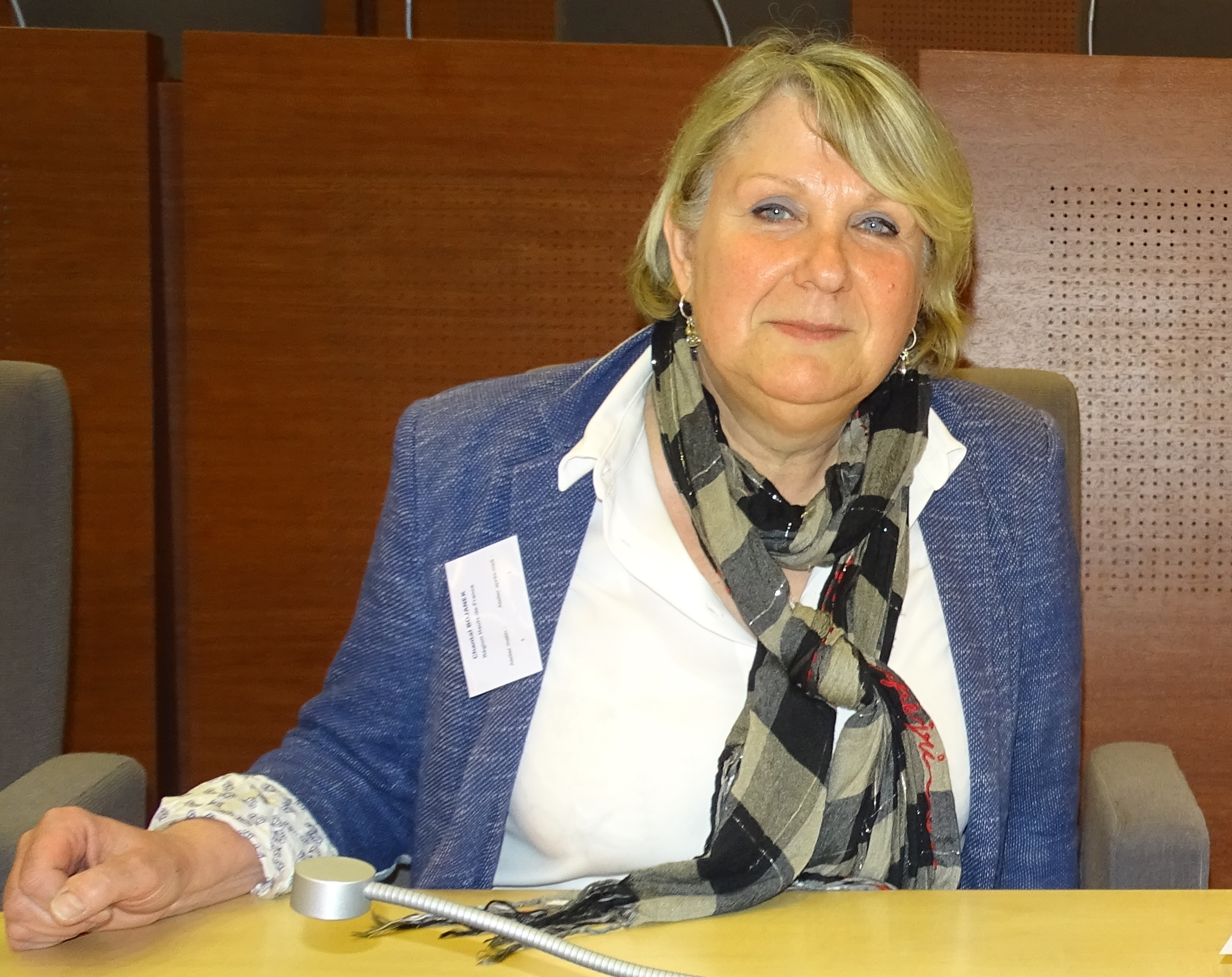
Chantal Bojanek.
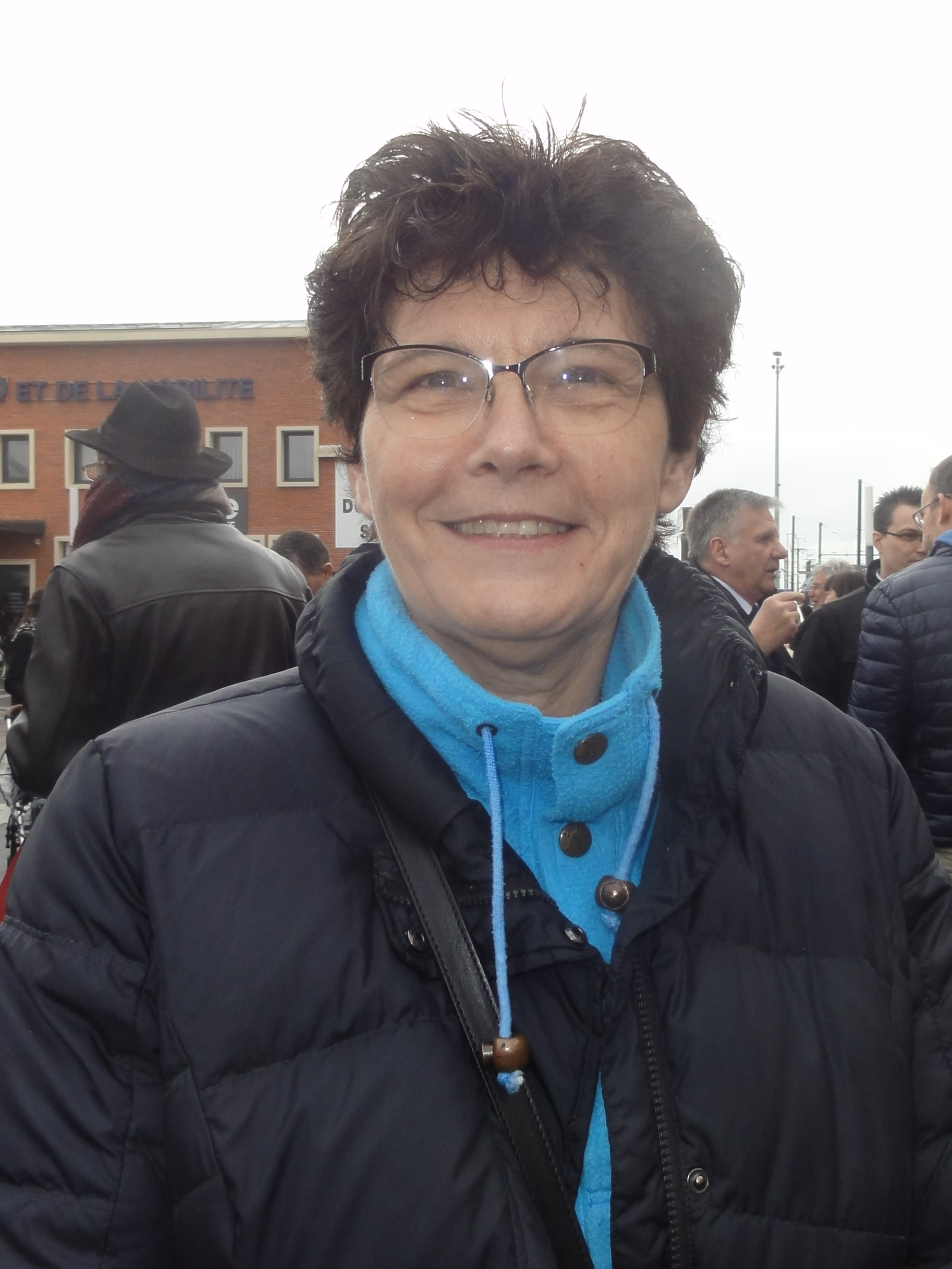
Maryse Carlier.
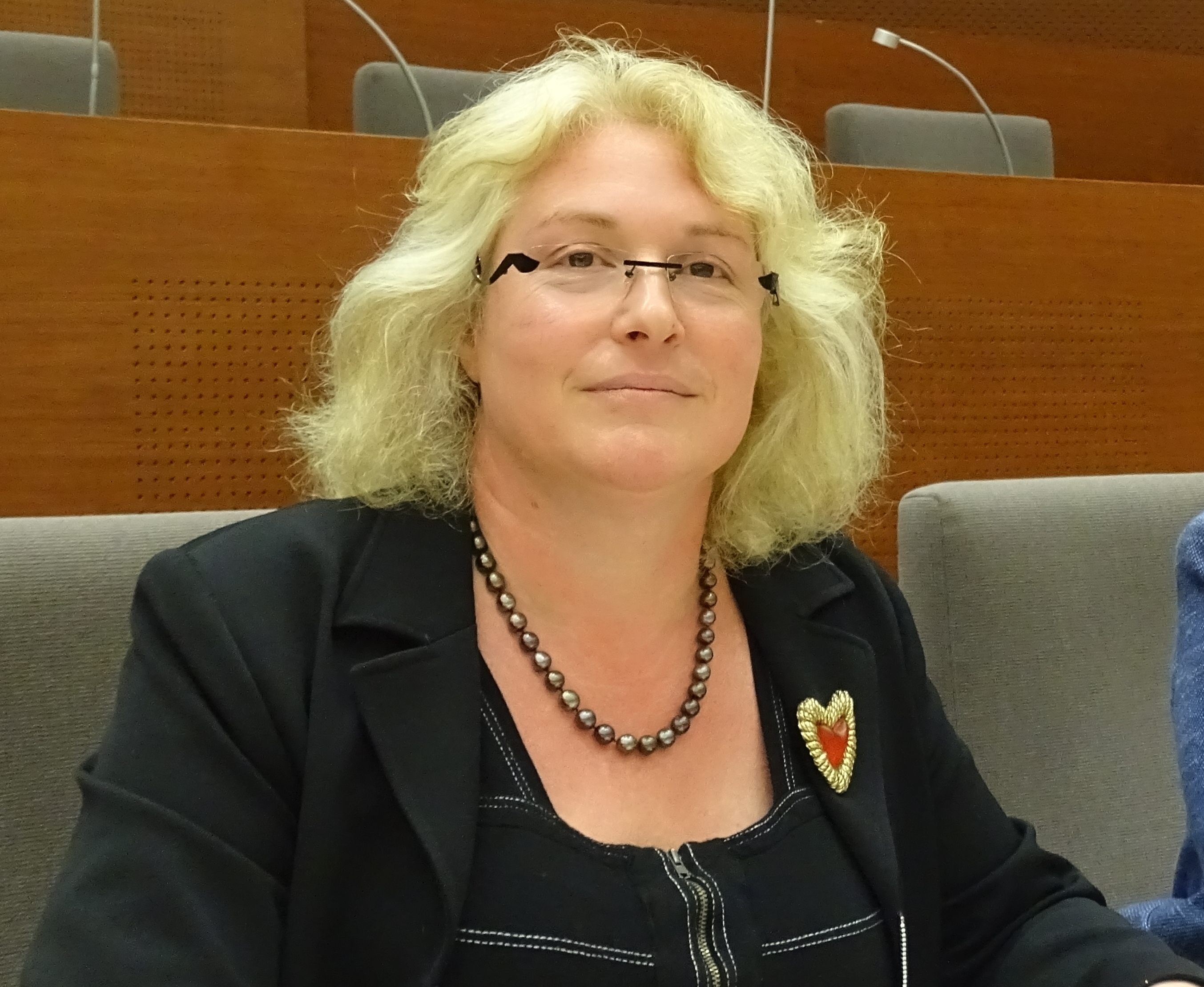
Agnès Caudron.
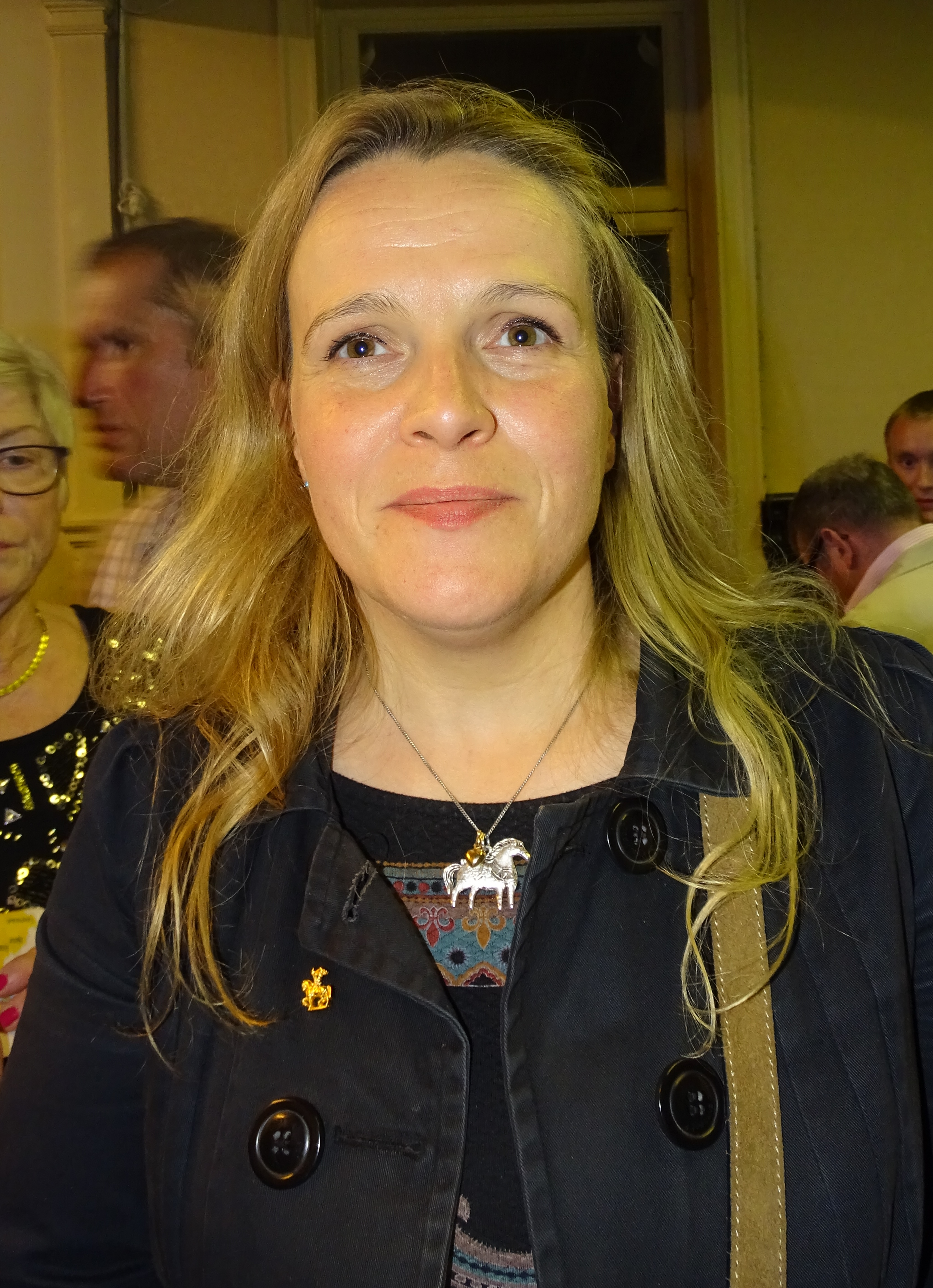
Françoise Coolzaet.
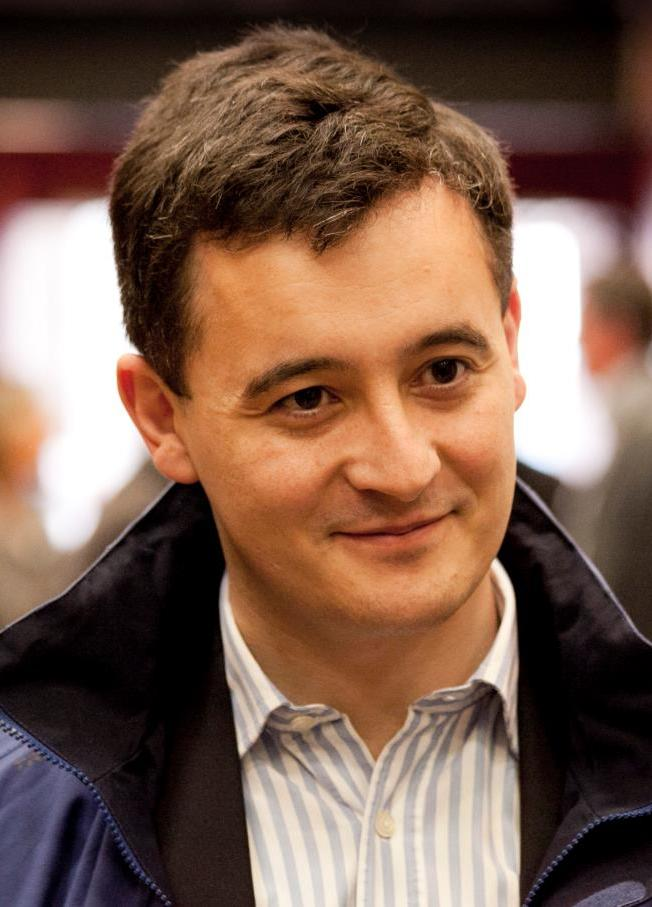
Gérald Darmanin.
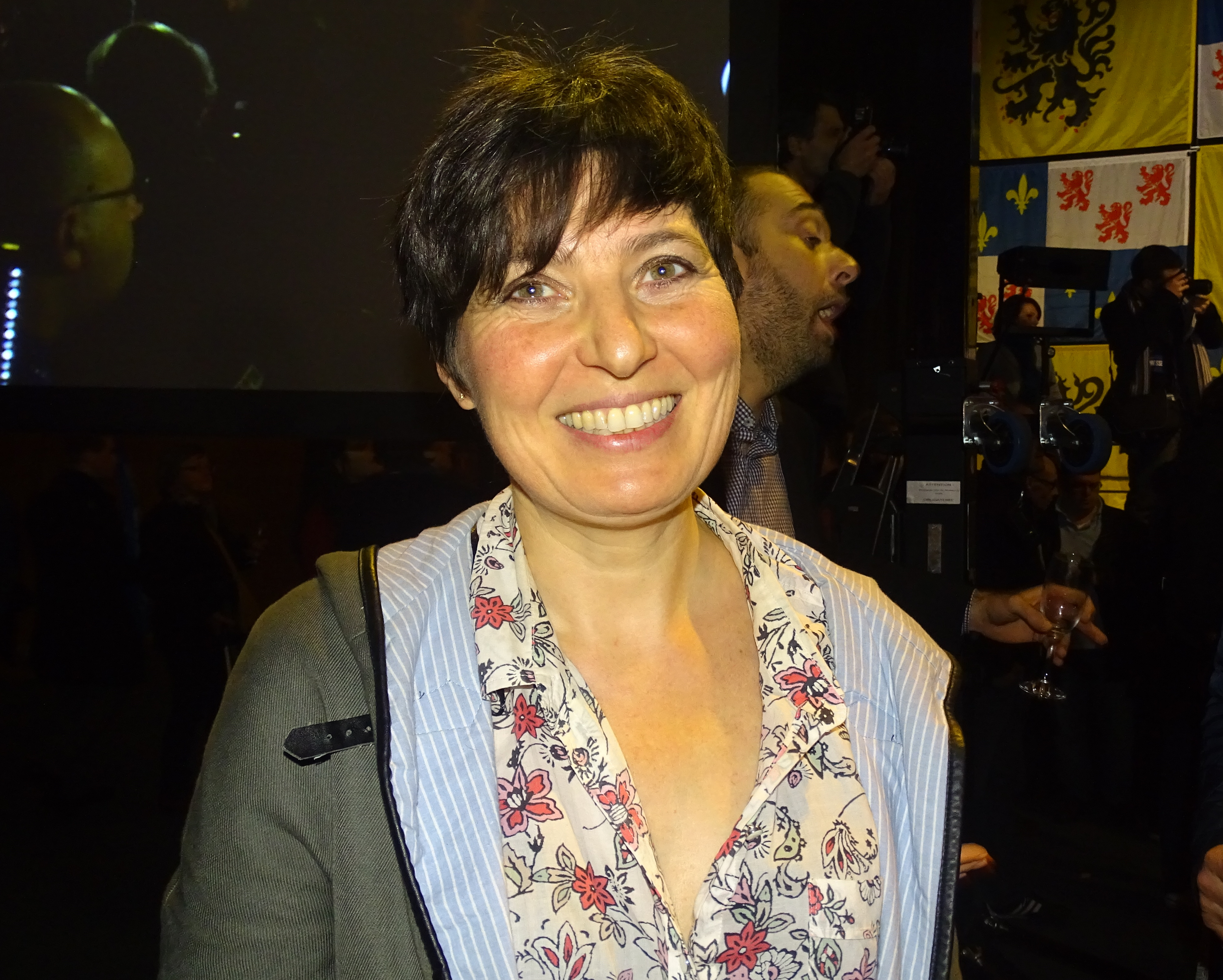
Hortense de Méreüil.
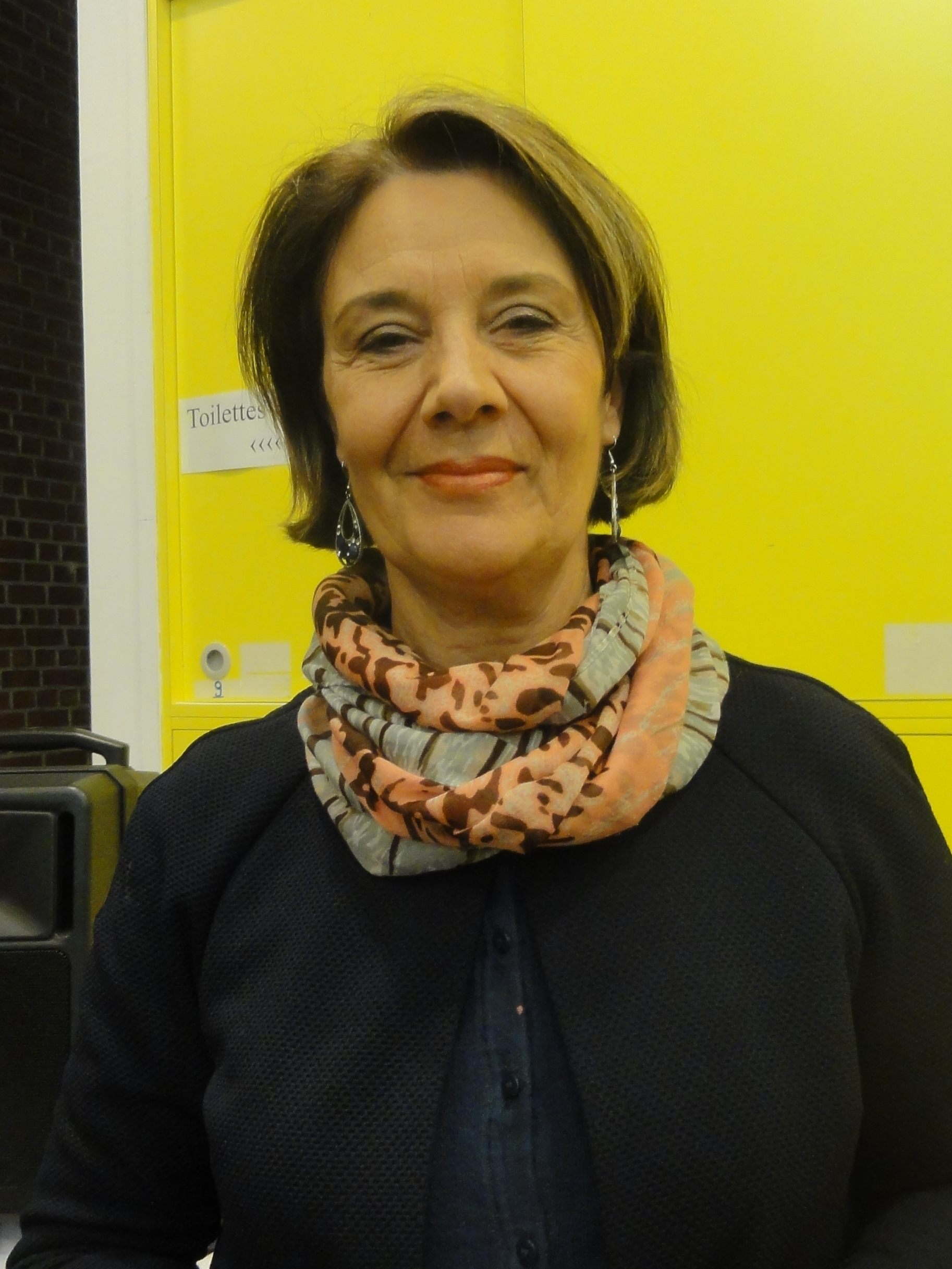
Véronique Descamps.
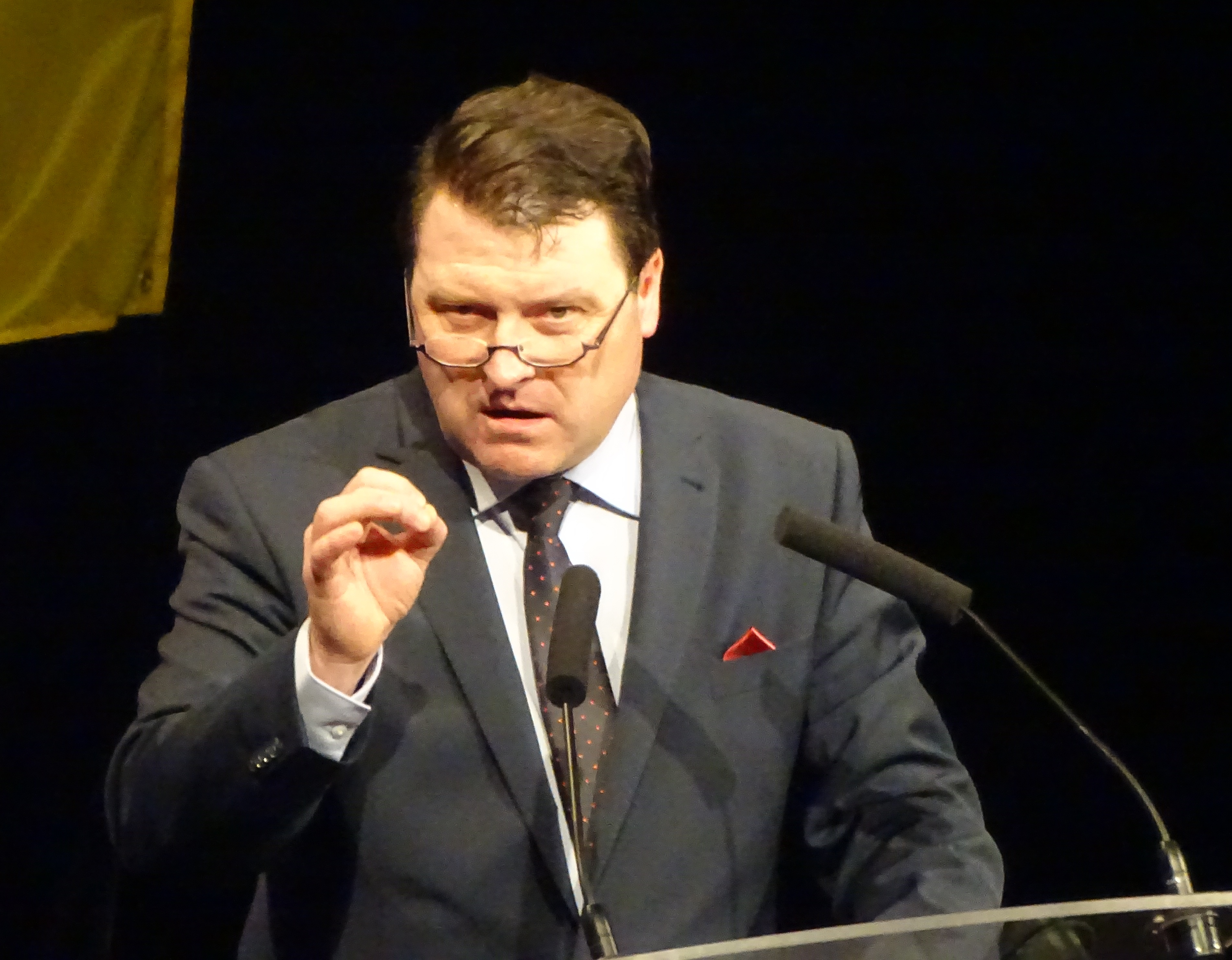
Éric Dillies.
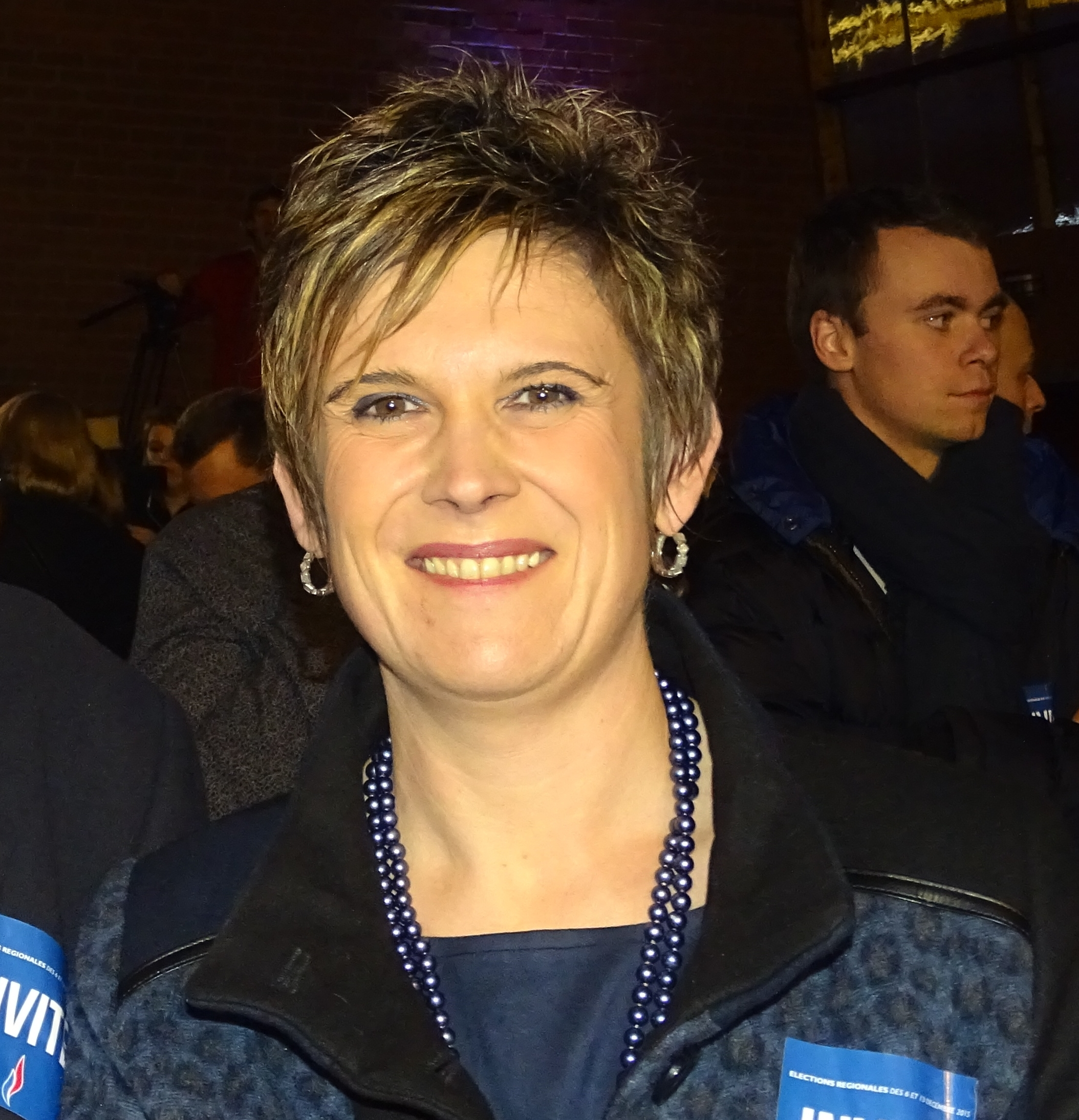
Mélanie Disdier.
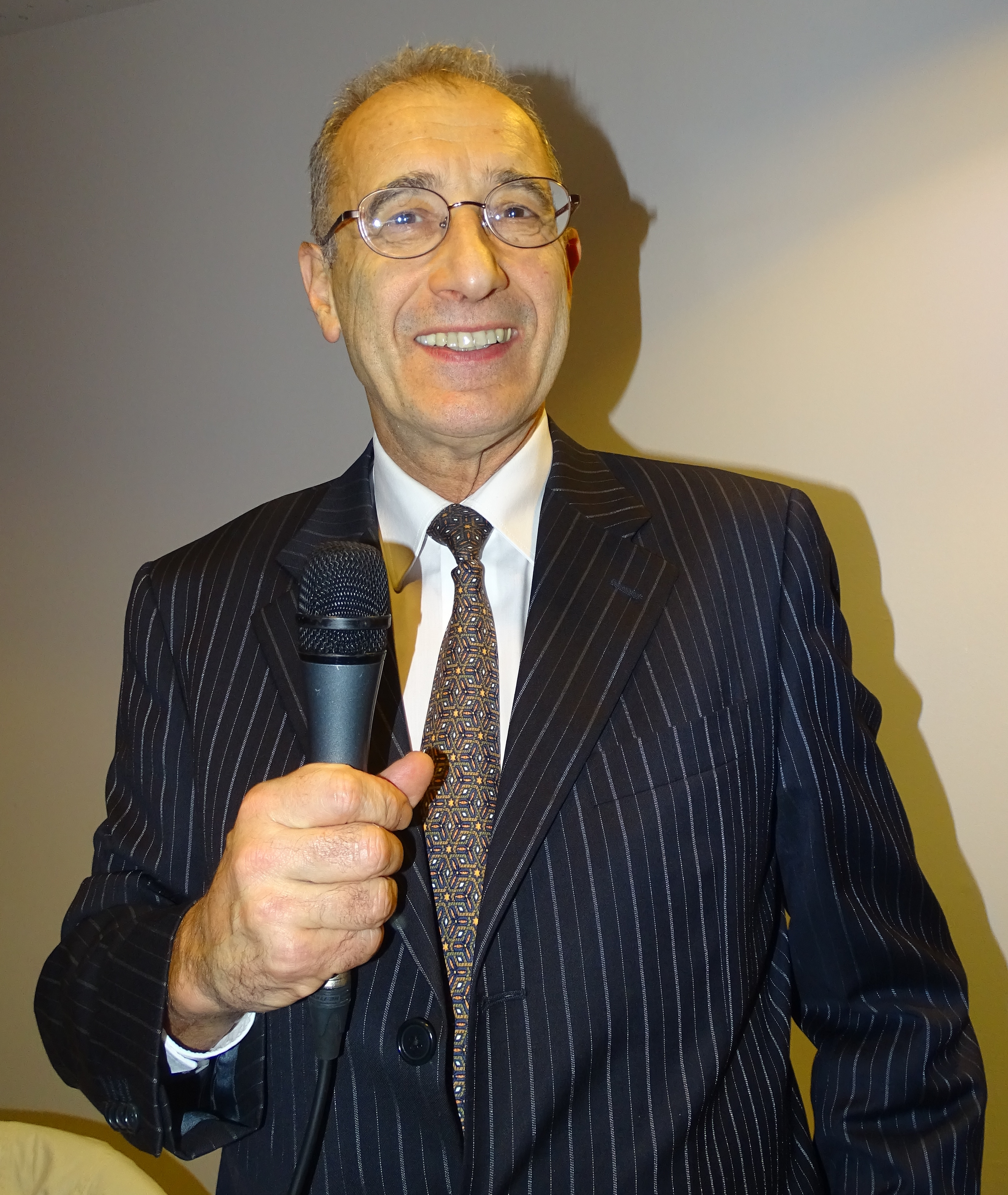
Philippe Eymery.
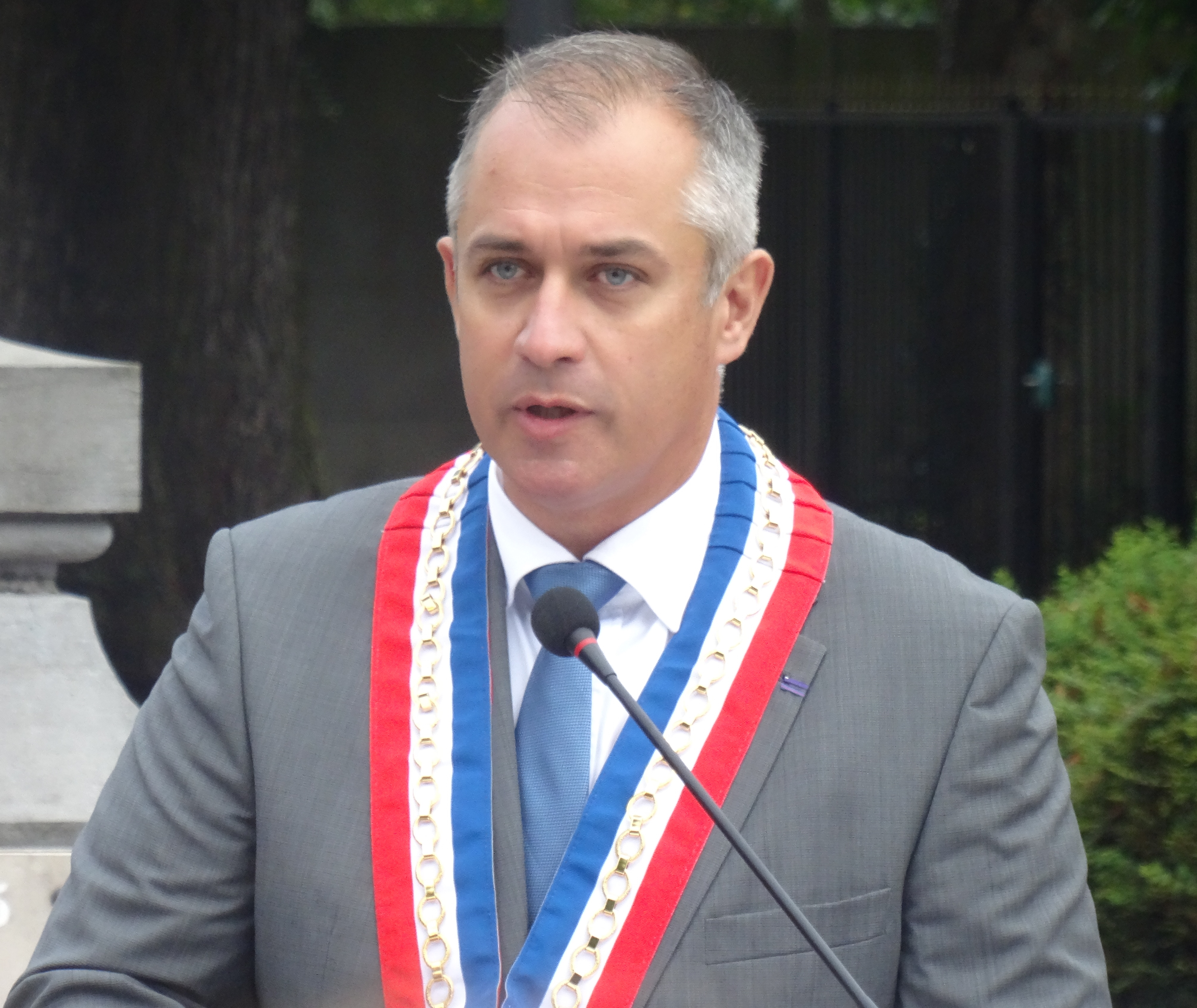
Jean-Paul Fontaine.
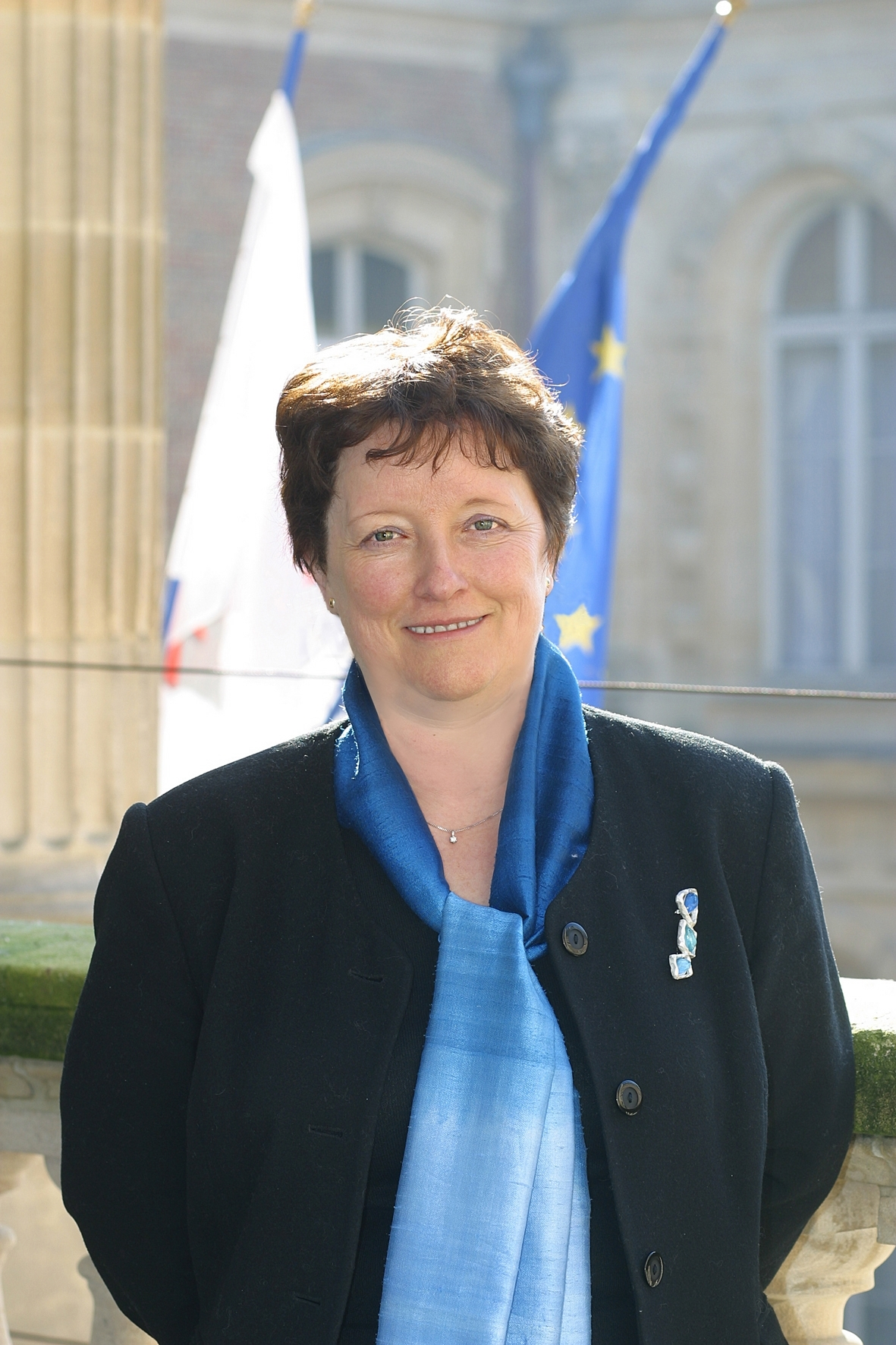
Brigitte Fouré.
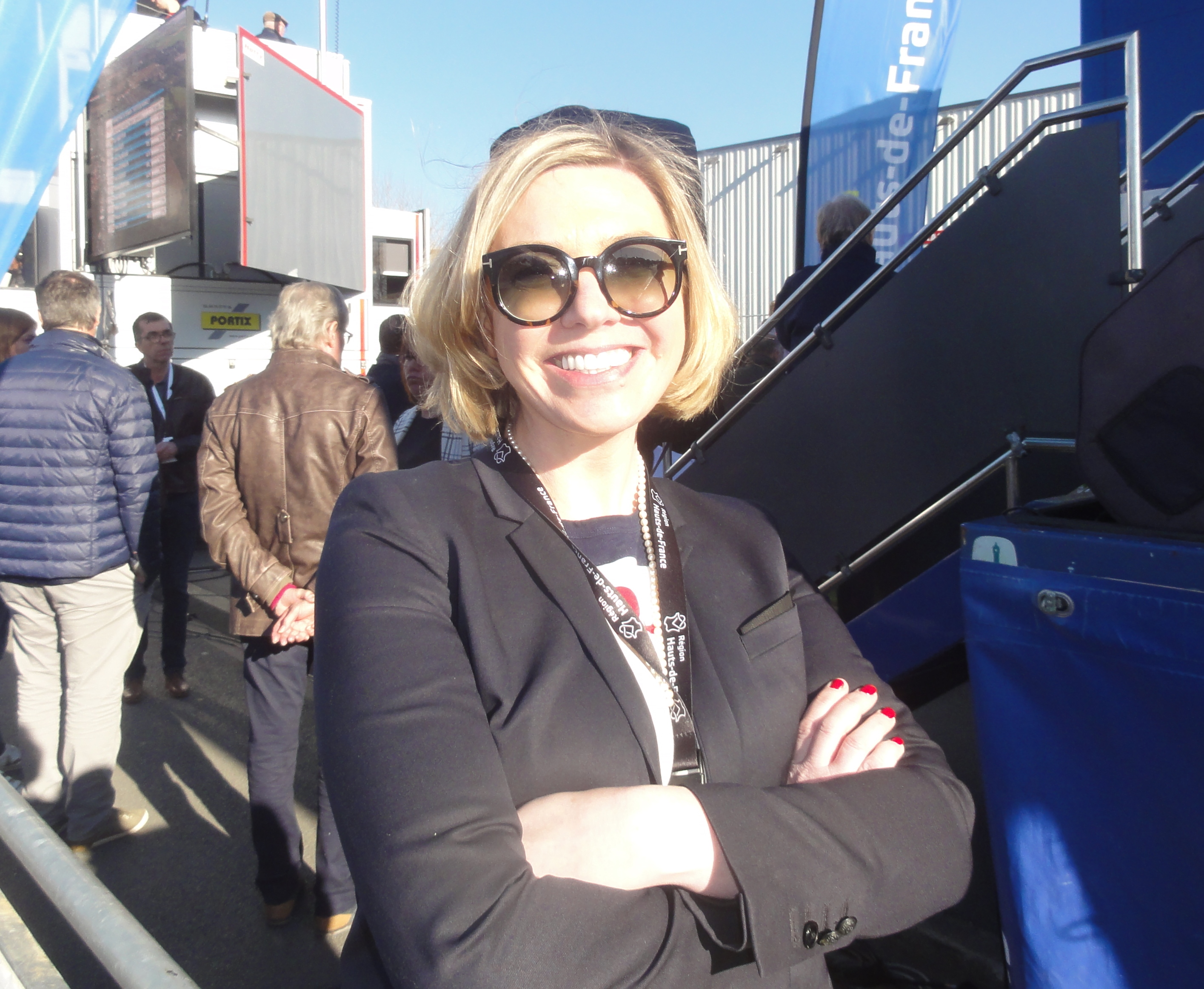
Sophie Granato-Bricout.
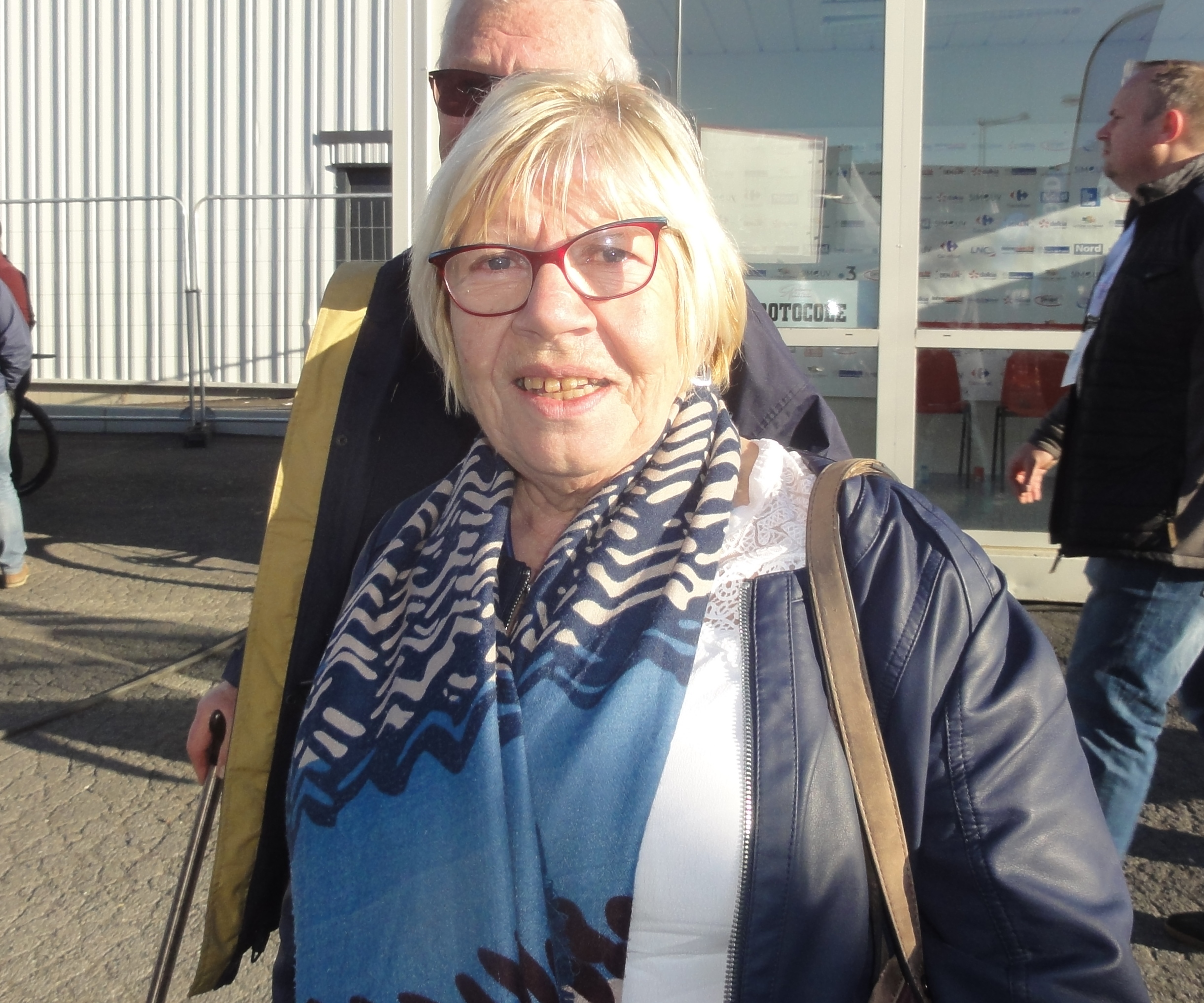
Monique Huon.
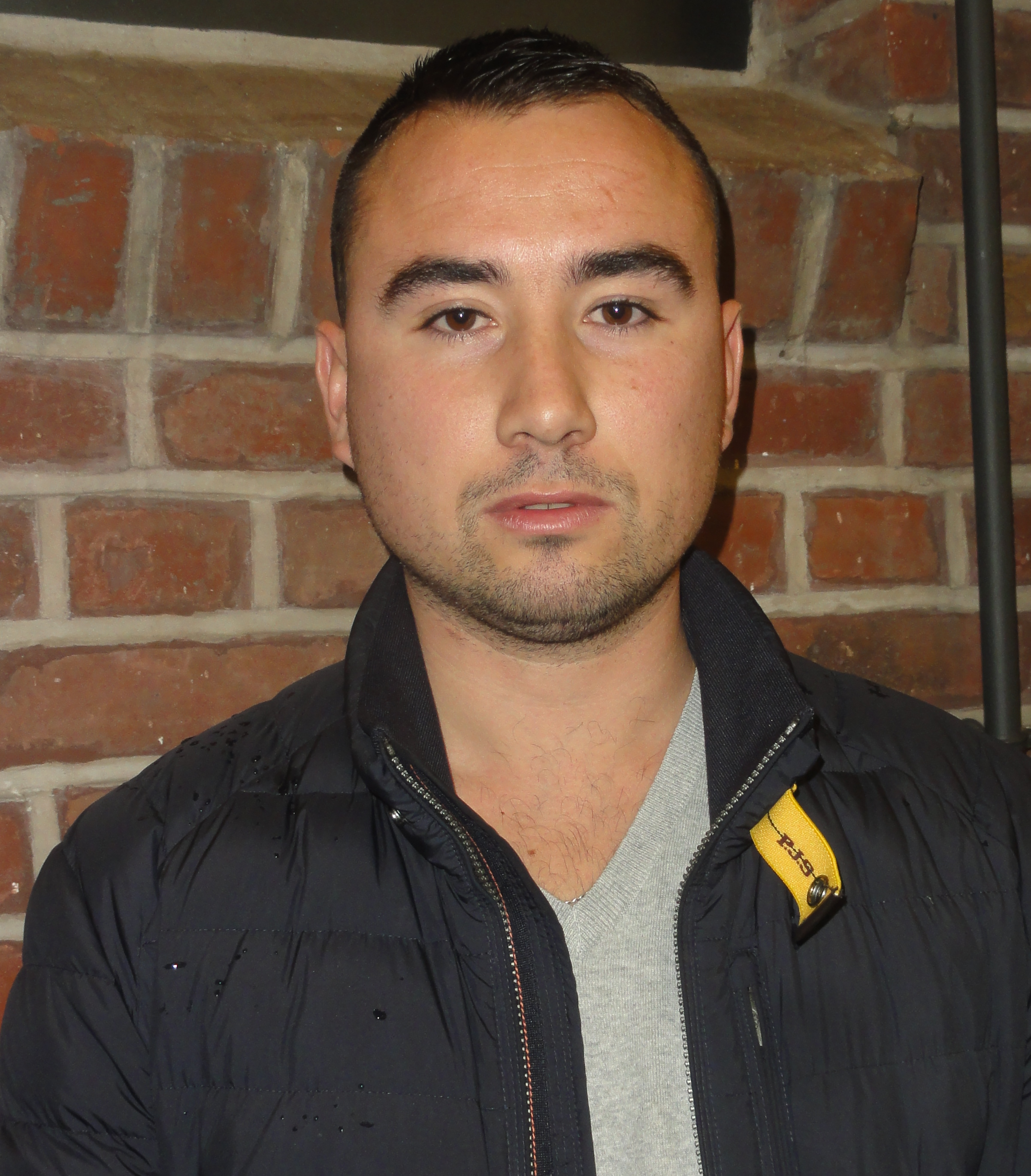
Guillaume Kaznowski.
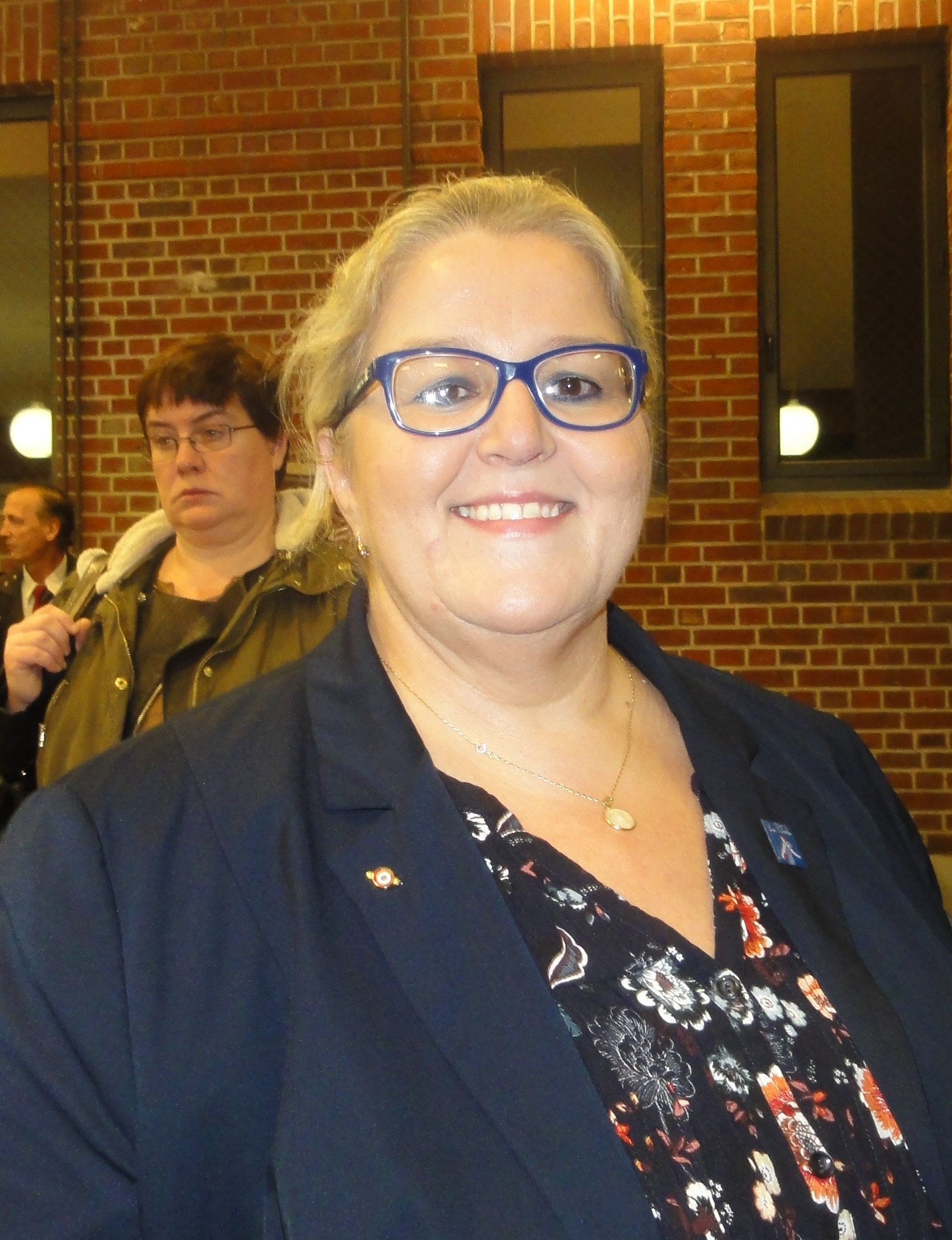
Astrid Leplat
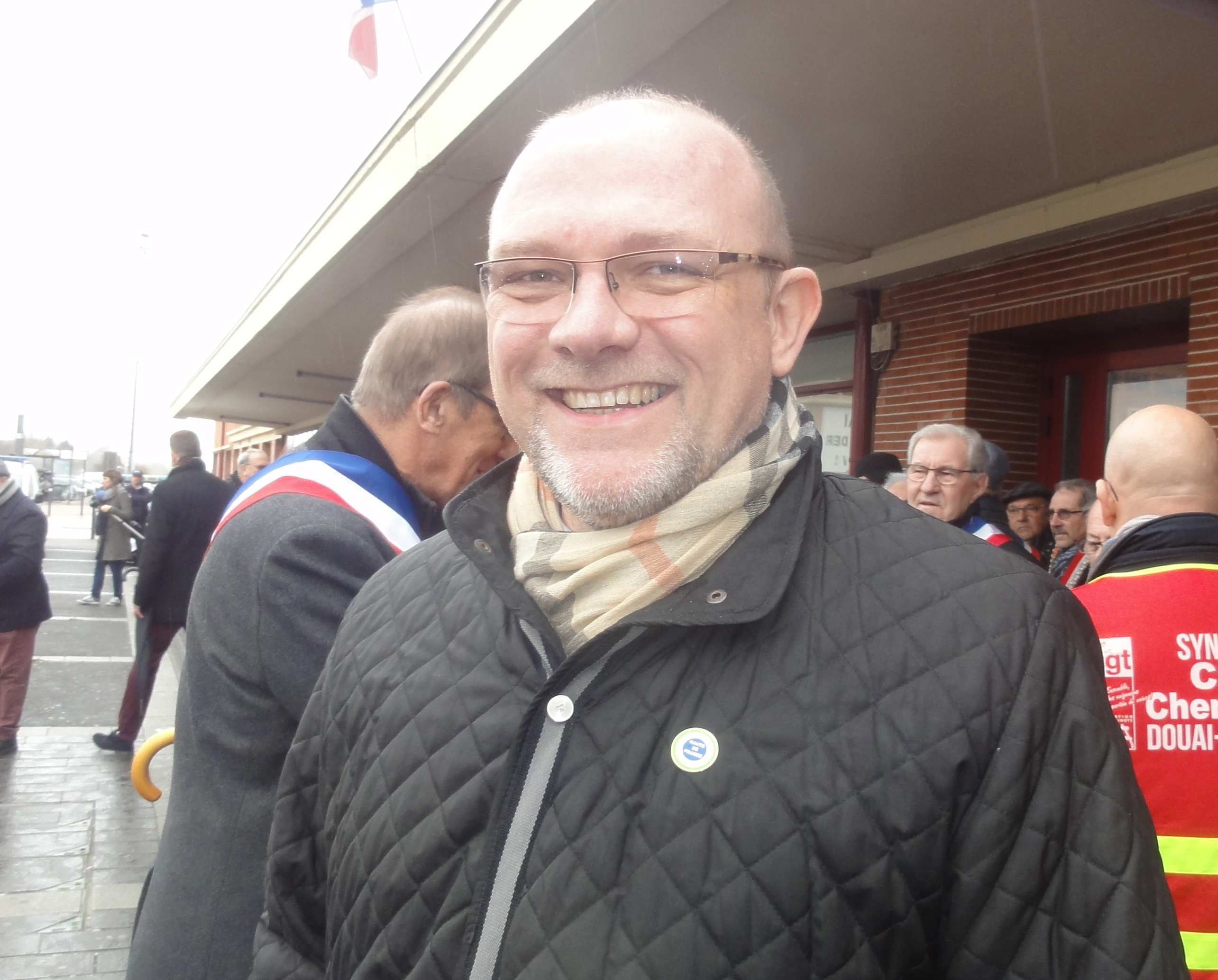
Frédéric Nihous.
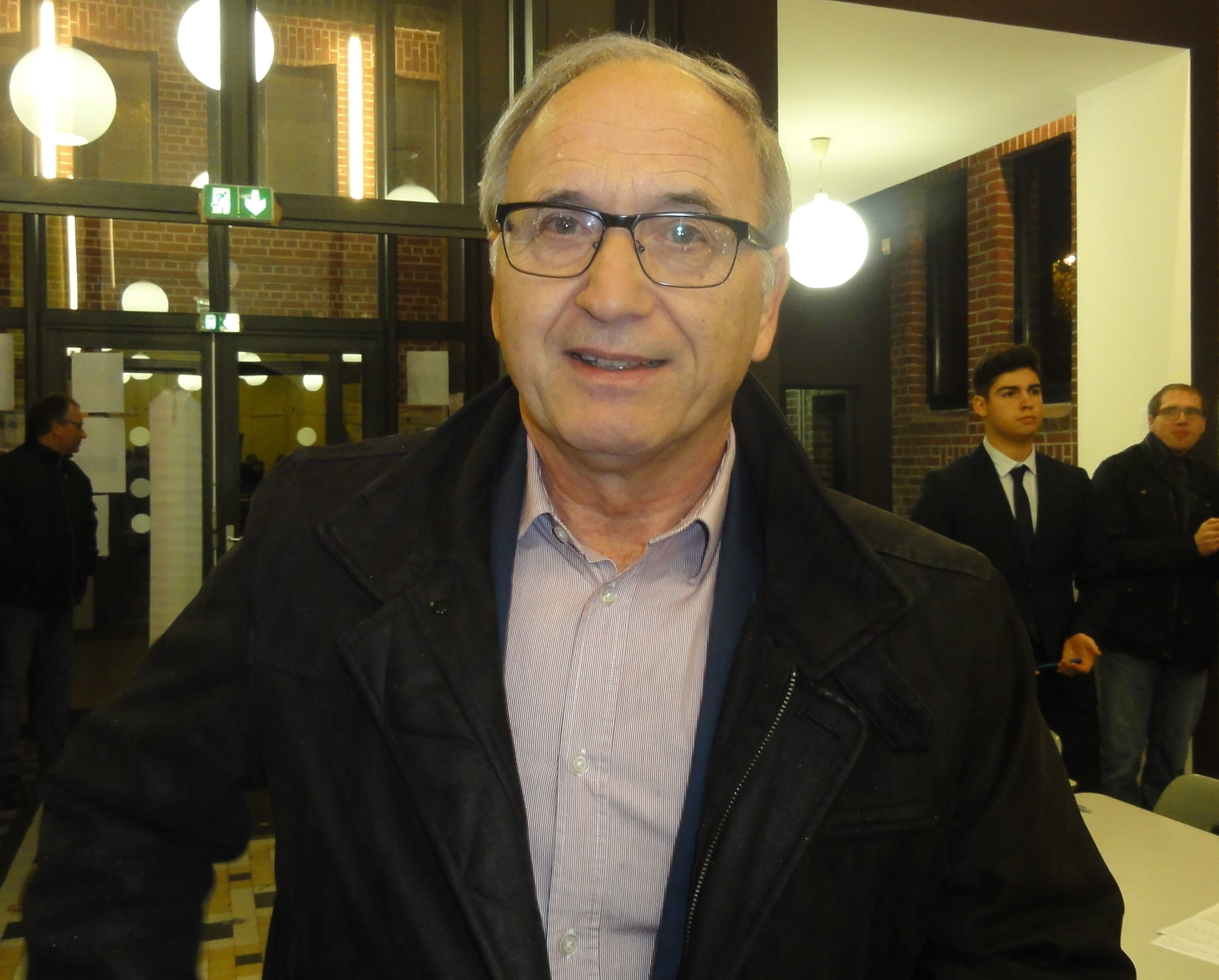
Daniel Philippot.
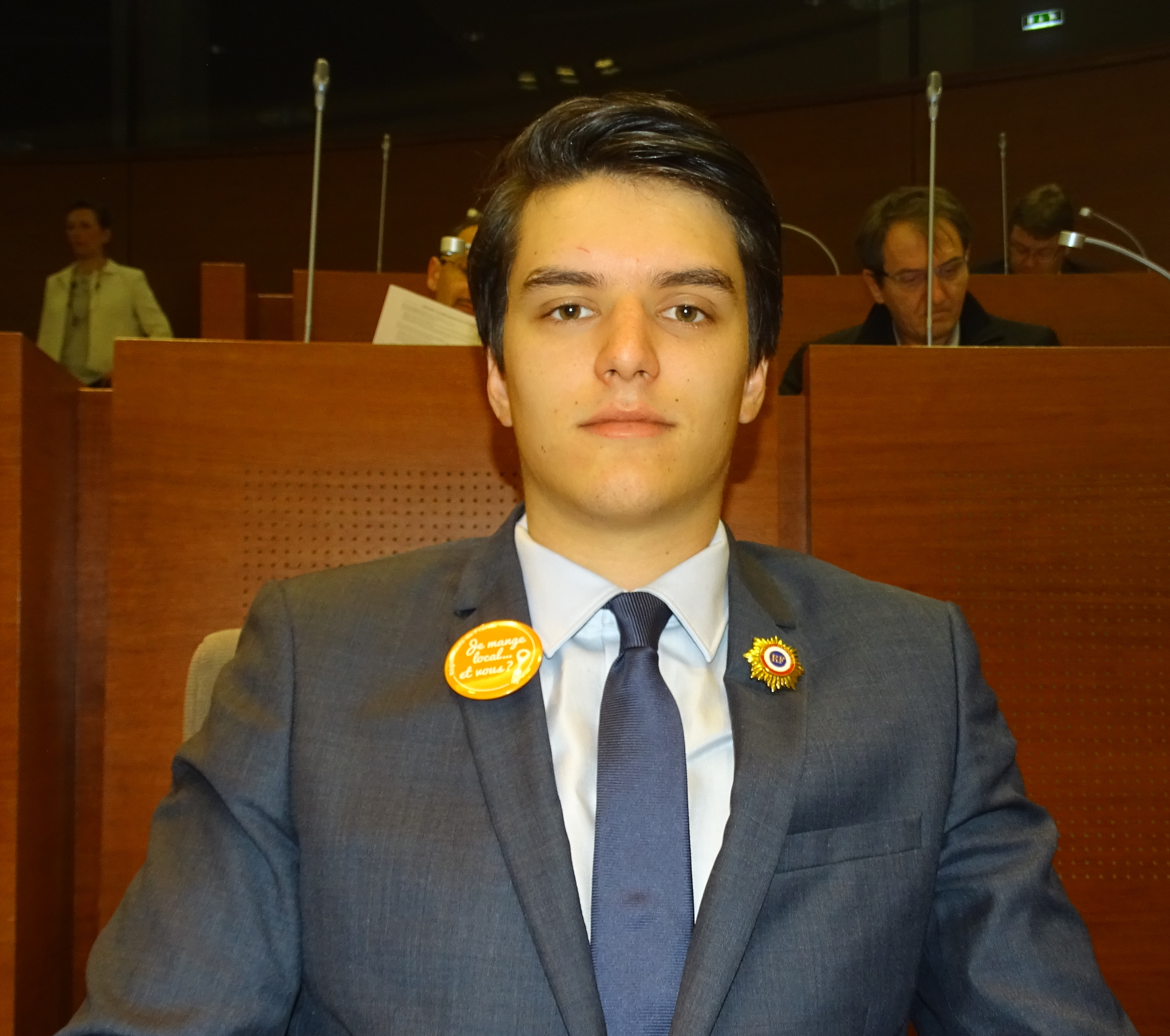
Éric Richermoz.
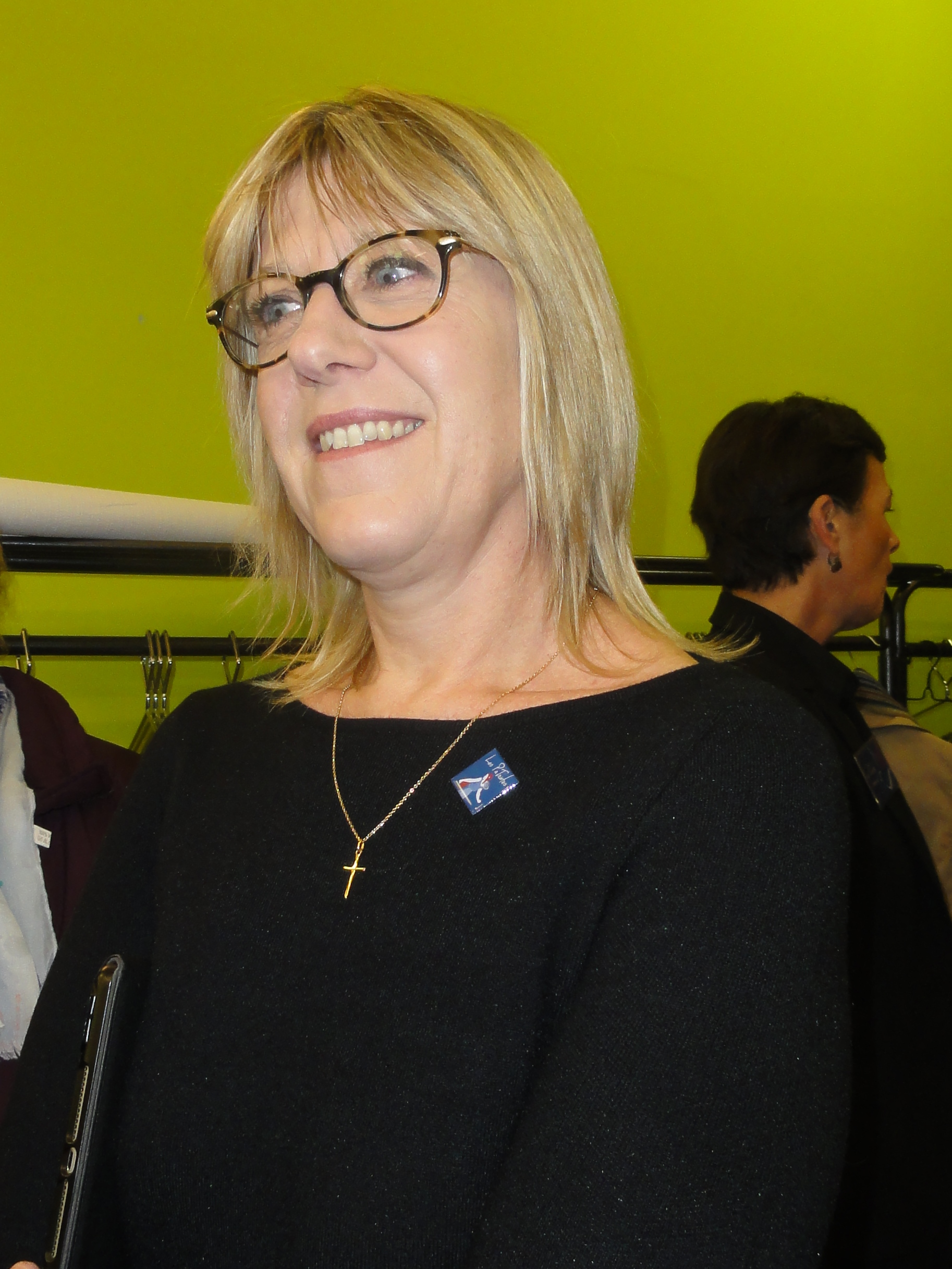
Virginie Rosez.

## Historique

### Composition à l'issue des élections

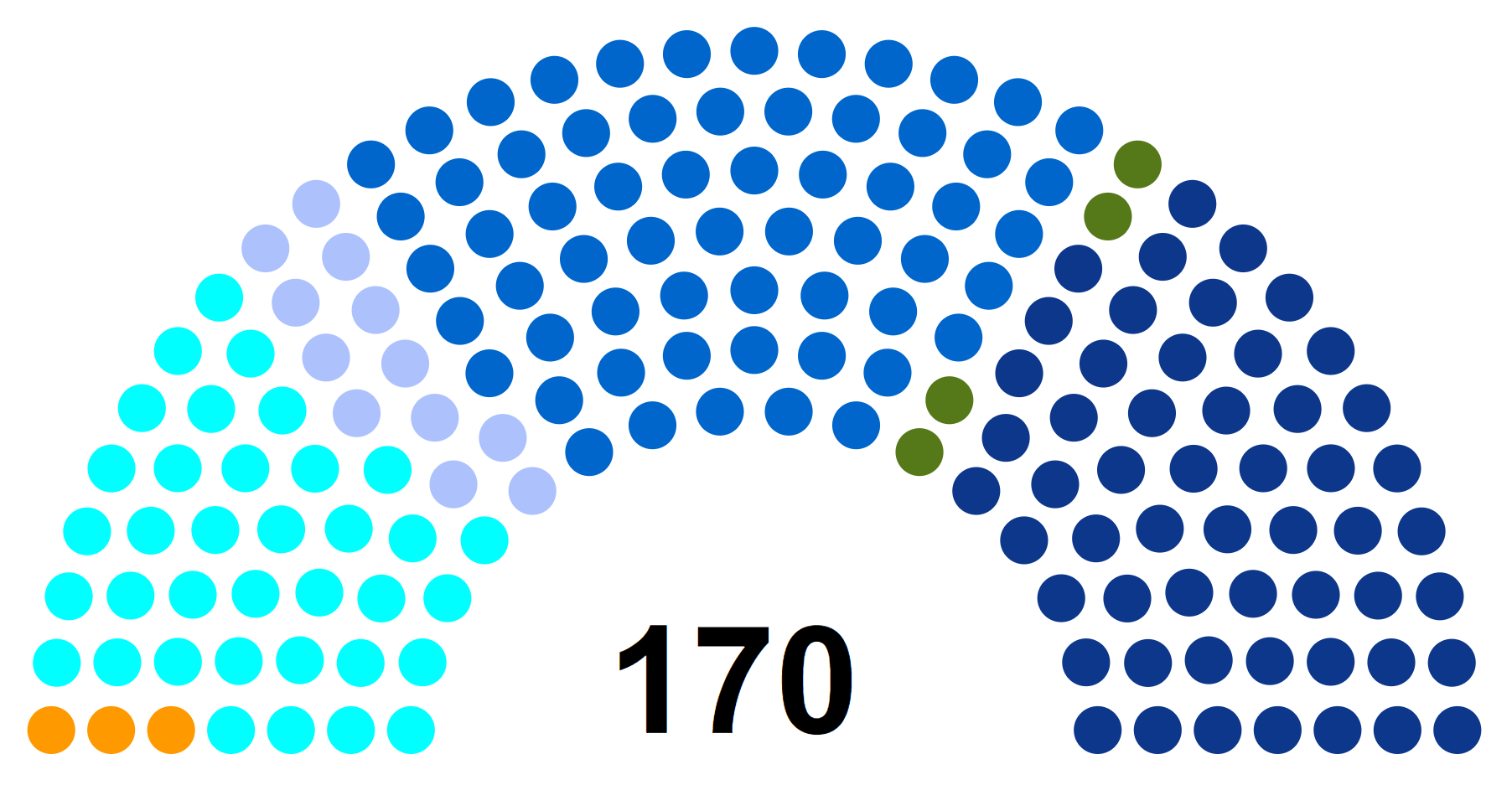
Composition du conseil régional en décembre 2015

|            |                                      | 02 | 59 | 60 | 62 | 80 | TOTAL | Listes de 2015                      |
|            | Les Républicains                     | 4  | 25 | 10 | 16 | 6  | 61    | Union de la droite et du centre 116 |
|            | Union des démocrates et indépendants | 2  | 17 | 3  | 10 | 4  | 36    | Union de la droite et du centre 116 |
|            | Divers droite                        | 2  | 6  | 1  | /  | /  | 9     | Union de la droite et du centre 116 |
|            | Chasse, pêche, nature et traditions  | 1  | 3  | 1  | 1  | 1  | 7     | Union de la droite et du centre 116 |
|            | Mouvement démocrate                  | /  | 1  | /  | 2  | /  | 3     | Union de la droite et du centre 116 |
|            | Front national                       | 5  | 21 | 7  | 16 | 5  | 54    | Front national 54                   |
| TOTAL ÉLUS | TOTAL ÉLUS                           | 14 | 73 | 22 | 45 | 16 | 170   |                                     |

### Composition actuelle

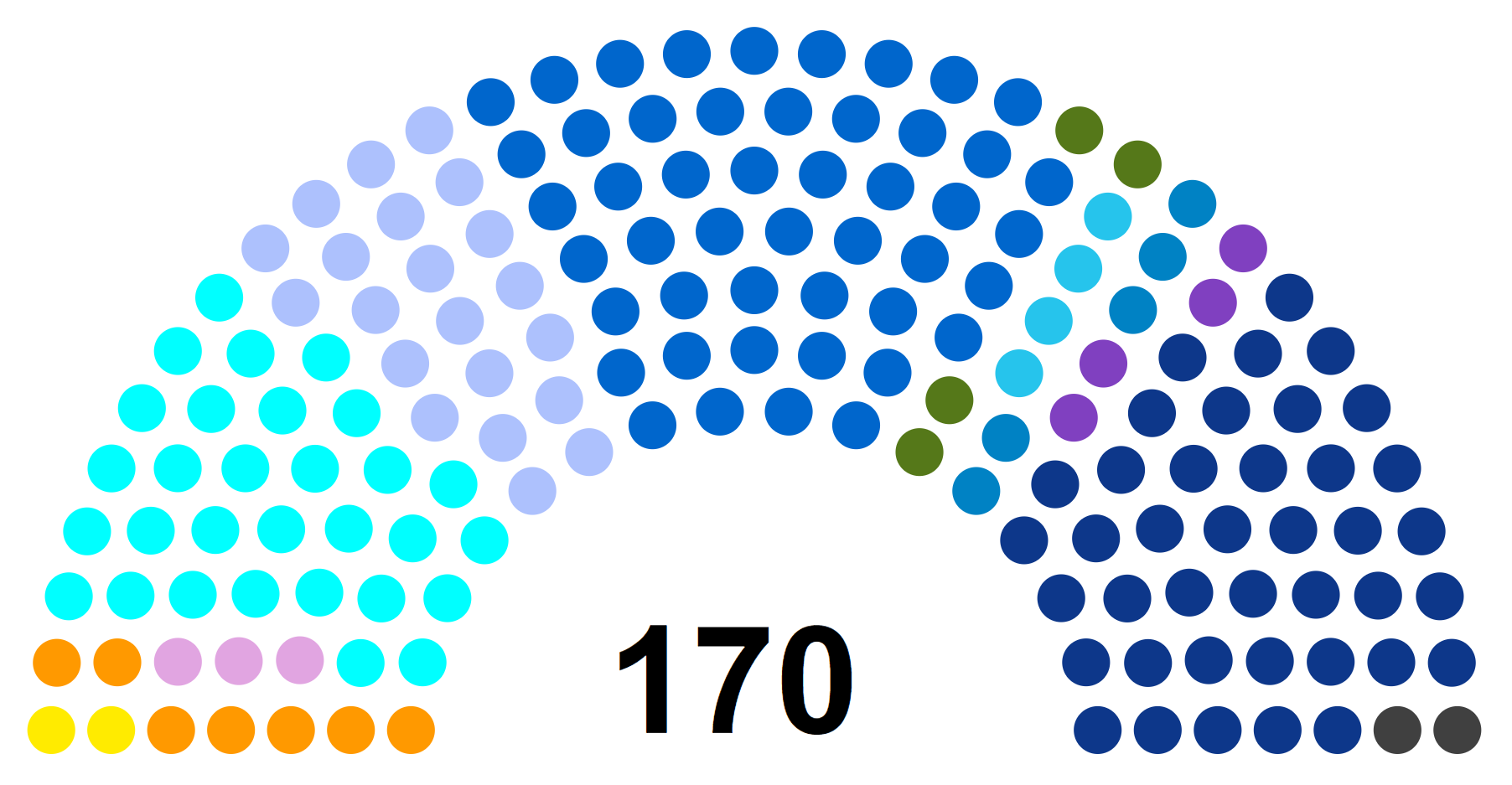
Composition du conseil régional en janvier 2020

|            |                                             | 02 | 59 | 60 | 62 | 80 | TOTAL | Listes de 2015                      |
|            | Les Républicains                            | 3  | 17 | 9  | 15 | 6  | 50    | Union de la droite et du centre 116 |
|            | Union des démocrates et indépendants        | 2  | 15 | 2  | 8  | 3  | 30    | Union de la droite et du centre 116 |
|            | Divers droite                               | 2  | 13 | 1  | /  | 1  | 17    | Union de la droite et du centre 116 |
|            | Mouvement démocrate                         | 1  | 3  | 1  | 3  | /  | 8     | Union de la droite et du centre 116 |
|            | Le Mouvement de la ruralité et app.         | 1  | 2  | 1  | 1  | 1  | 6     | Union de la droite et du centre 116 |
|            | Mouvement radical                           | /  | 1  | 1  | /  | /  | 2     | Union de la droite et du centre 116 |
|            | Agir                                        | /  | 1  | /  | 1  | /  | 2     | Union de la droite et du centre 116 |
|            | Les Centristes                              | /  | /  | /  | 1  | /  | 1     | Union de la droite et du centre 116 |
|            | Rassemblement national                      | 5  | 13 | 6  | 12 | 3  | 39    | Front national 54                   |
|            | Debout la France                            | /  | 3  | 1  | 1  | /  | 5     | Front national 54                   |
|            | Les Patriotes                               | /  | 4  | /  | /  | 1  | 5     | Front national 54                   |
|            | Centre national des indépendants et paysans | /  | 1  | /  | /  | /  | 1     | Front national 54                   |
|            | Divers extrême-droite                       | /  | /  | /  | 2  | /  | 2     | Front national 54                   |
|            | Les Républicains                            | /  | /  | /  | /  | 1  | 1     | Front national 54                   |
|            | Divers droite                               | /  | /  | /  | 1  | /  | 1     | Front national 54                   |
| TOTAL ÉLUS | TOTAL ÉLUS                                  | 14 | 73 | 22 | 45 | 16 | 170   |                                     |

#### Evolution des partis politiques
| Partis     | Partis                                      | 2015 | Actuel | +/-           | +/-           |
| ---------- | ------------------------------------------- | ---- | ------ | ------------- | ------------- |
|            | Les Républicains                            | 61   | 51     | 10            |               |
|            | Rassemblement national                      | 54   | 39     | 15            |               |
|            | Union des démocrates et indépendants        | 36   | 30     | 6             |               |
|            | Divers droite                               | 9    | 18     | 9             |               |
|            | Mouvement démocrate                         | 3    | 8      | 5             |               |
|            | Le Mouvement de la ruralité                 | 7    | 6      | 1             |               |
|            | Debout la France                            | 0    | 5      | 5             |               |
|            | Les Patriotes                               | 0    | 5      | 5             |               |
|            | Mouvement radical                           | 0    | 2      | 2             |               |
|            | Divers extrême-droite                       | 0    | 2      | 2             |               |
|            | Agir                                        | 0    | 2      | 2             |               |
|            | Les Centristes                              | 0    | 1      | 1             |               |
|            | Centre national des indépendants et paysans | 0    | 1      | 1             |               |
| TOTAL ÉLUS | TOTAL ÉLUS                                  | 170  | 170    | en stagnation | en stagnation |

### Évolution de l'assemblée régionale

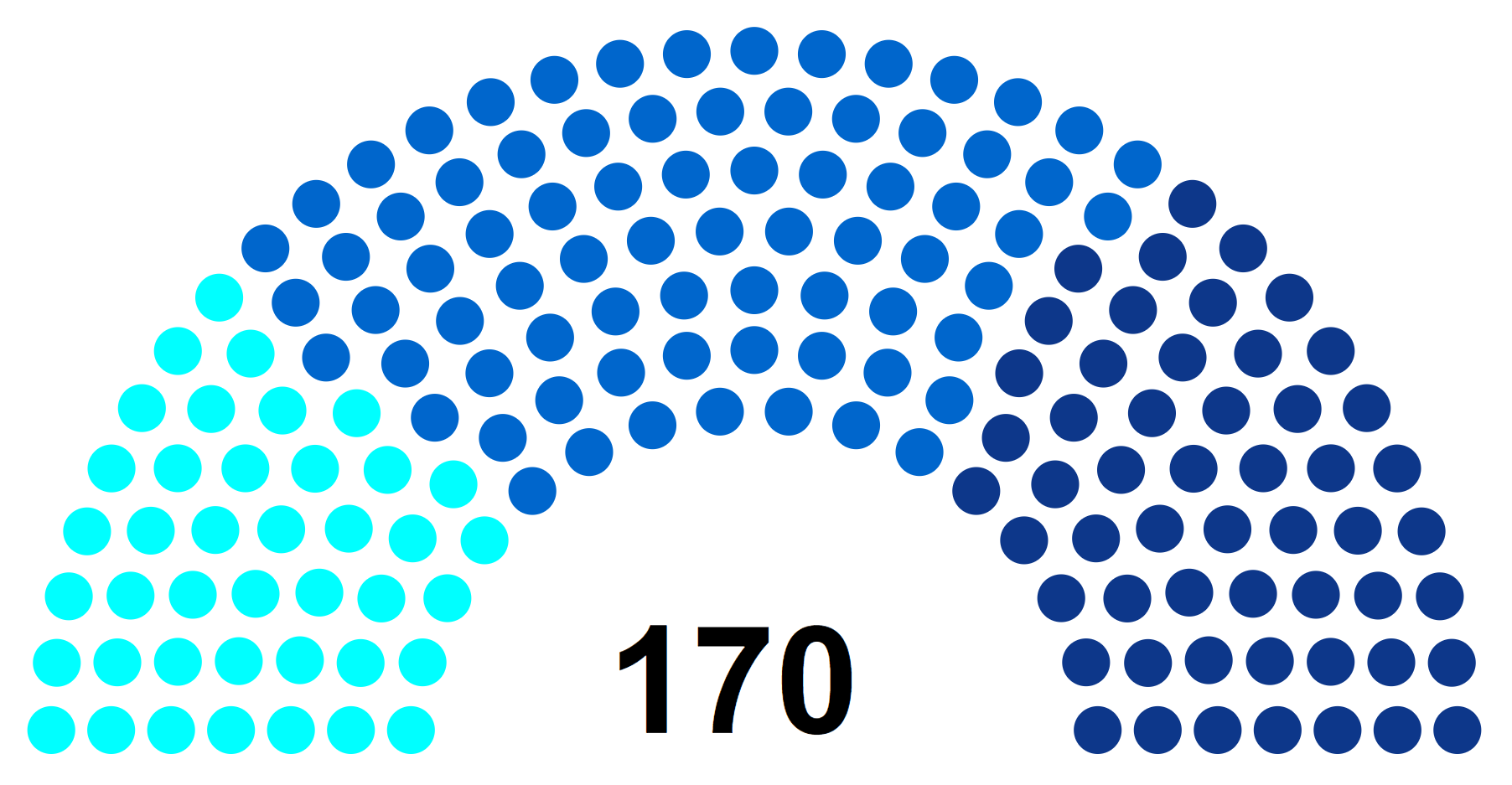
2015-2018
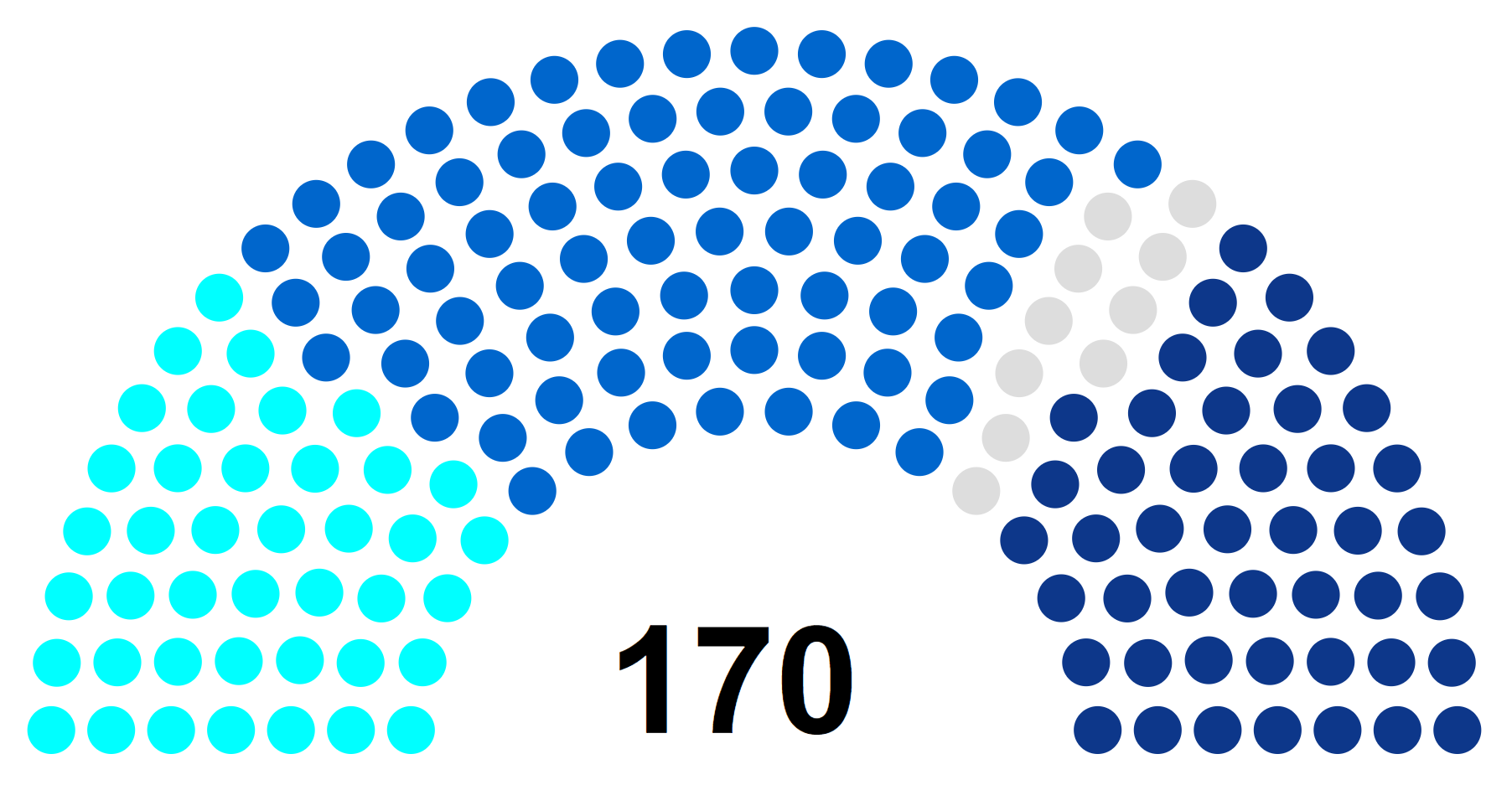
2018-2019
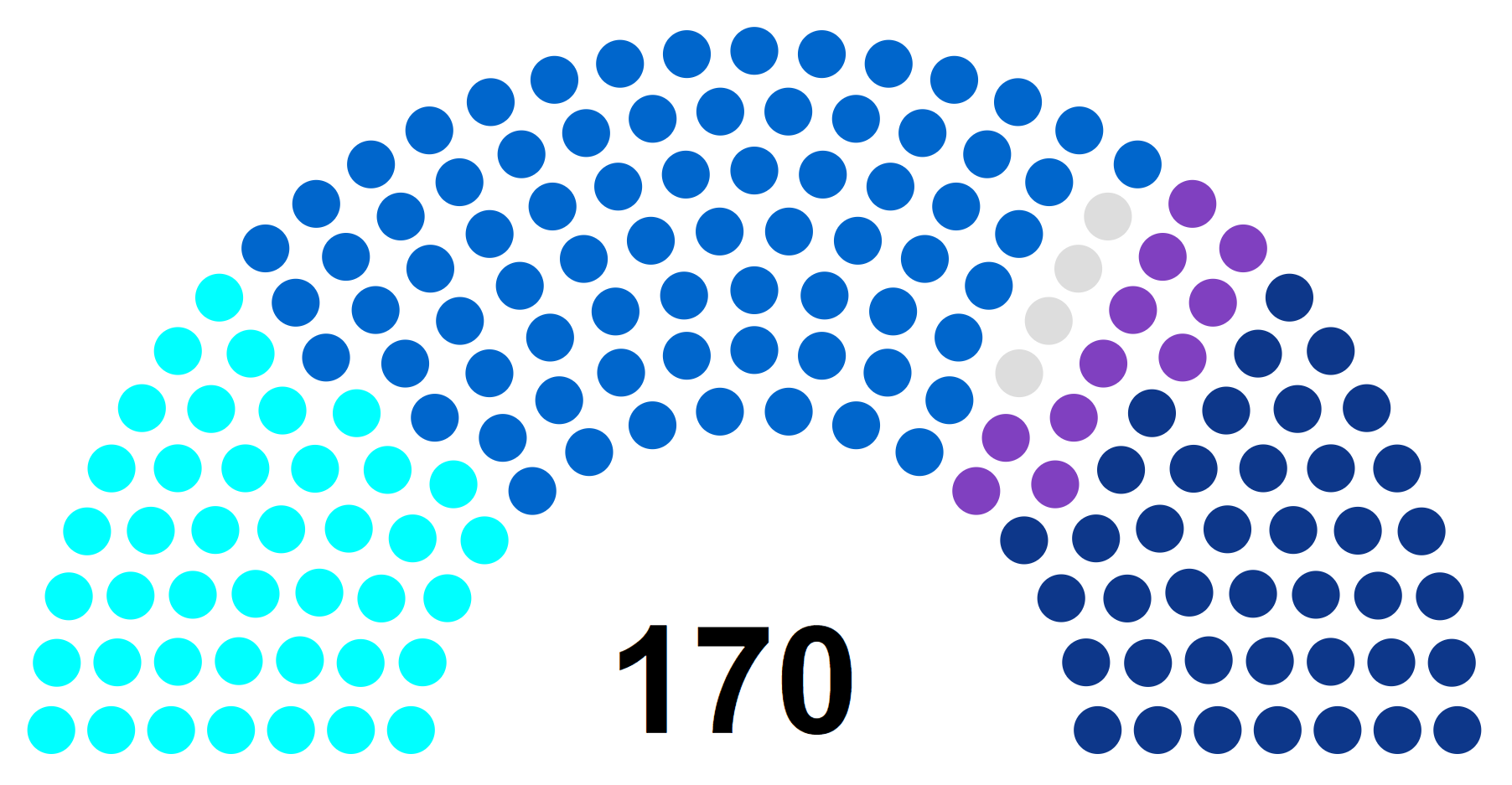
2019-2020

|                  | Groupe | Groupe | Groupe | Groupe | Non-inscrits |
| UDI-UC           | LR     | LI     | FN     |        | Non-inscrits |
| ---------------- | ------ | ------ | ------ | ------ | ------------ |
|                  |        |        |        |        | Non-inscrits |
| 1er janvier 2016 | 41     | 75     | -      | 54     | -            |
| 1er janvier 2017 | 42     | 74     | -      | 54     | -            |
| 1er janvier 2018 | 41     | 74     | -      | 45     | 10           |
| 1er janvier 2019 | 42     | 73     | -      | 45     | 10           |
| 1er janvier 2020 | 41     | 74     | 11     | 40     | 4            |
| 1er janvier 2021 | 41     | 74     | 12     | 39     | 4            |

- 2015-2018
- 2018-2019
- 2019-2020